# Чапаев, Василий Иванович
Васи́лий Ива́нович Чапа́ев (Чепа́ев; 28 января [9 февраля] 1887 — 5 сентября 1919) — участник Первой мировой и Гражданской войн, начальник дивизии в Красной армии. Одна из самых известных исторических личностей эпохи Гражданской войны в России. Увековечен в книге Дмитрия Фурманова «Чапаев» и одноимённом фильме братьев Васильевых, а также в многочисленных анекдотах.
Родился в деревне Будайке Чебоксарского уезда (ныне в черте города Чебоксары) в крестьянской семье. После переезда семьи в село Балаково учился в церковно-приходской школе, но не окончил её полного курса. В детстве работал в качестве прислуги и ученика у купцов и ремесленников, затем плотничал на Волге вместе с отцом и старшими братьями. Женился, вопреки воле родителей с обеих сторон, на дочери священника, в браке родились два сына и дочь. С началом Первой мировой войны был призван в армию, прошёл обучение в унтер-офицерской школе. Кавалер трёх Георгиевских крестов и Георгиевской медали, фельдфебель. После тяжёлого ранения проходил службу в запасном полку в Николаевске, летом 1917 года вступил в партию большевиков, на съезде солдатских депутатов в Казани был назначен командиром своего запасного полка. После Октябрьской революции стал организатором отрядов Красной гвардии в Николаевском уезде, командиром полка, бригады, дивизии РККА. Воевал с выступившими против Советской власти уральскими казаками и чешскими легионерами. Был направлен в качестве слушателя первого набора Академии Генерального штаба Красной армии, но покинул её самовольно, не справившись с трудностями в учёбе. Был назначен начальником 25-й стрелковой дивизии, отличился при взятии Уфы. Кавалер ордена Красного Знамени. Погиб 5 сентября 1919 года в результате рейда уральских казаков на штаб 25-й дивизии в городе Лбищенске.
Имя начдива получило широкую известность и популярность в Советском Союзе после выхода в 1923 году романа «Чапаев» Дмитрия Фурманова, служившего комиссаром в его дивизии, и одноимённого фильма братьев Васильевых в 1934 году. В результате всенародной популярности героев книги и фильма имя Чапаева было присвоено множеству населённых пунктов, улиц, боевых и гражданских кораблей, в годы Великой Отечественной войны имя Чапаева носили партизанские отряды. Несмотря на то, что в работах современных историков и публицистов роль Чапаева в Гражданской войне была признана преувеличенной, он продолжает оставаться одним из самых известных красных командиров той эпохи, героем кинофильмов, телесериалов и книг, в том числе таких писателей как Виктор Пелевин, Захар Прилепин, Эдуард Володарский.
Большую популярность в бывшем Советском Союзе имели и сохраняют в постсоветские годы анекдоты о Чапаеве, героями которых являются персонажи фильма о начдиве: Василий Иванович, Фурманов, ординарец Петька и пулемётчица Анка.

## Биография

### Происхождение, детство и юность
Василий Чапаев родился 28 января (9 февраля) 1887 года в деревне Будайка Чебоксарской волости (Чебоксарский уезд Казанской губернии) в крестьянской семье. Предки Чапаева жили здесь с давних времён, были крепостными крестьянами и переходили от одного хозяина деревни к другому. Прапрадед будущего начдива Андрей Прокофьев принадлежал помещику Грязеву, прадед Гаврила Андреев — помещице Скрыпиной, дед Степан Гаврилов — помещице Полиновской. Степан Гаврилов пользовался уважением в родной деревне и был выбран земляками старостой.
По наиболее распространённой версии, происхождение фамилии Чапаев (Чепаев) произошло от слова чепай (цепляй), часто повторяемого подрабатывавшим на разгрузке сплавляемого по Волге леса дедом Степаном и ставшего в итоге его прозвищем. В 1867 году прозвище впервые было зафиксировано в качестве фамилии в официальном документе — поручительстве, выданном Степану Гаврилову Чапаеву. В 1884 году фамилия была вписана в метрику внука Степана — Андрея.

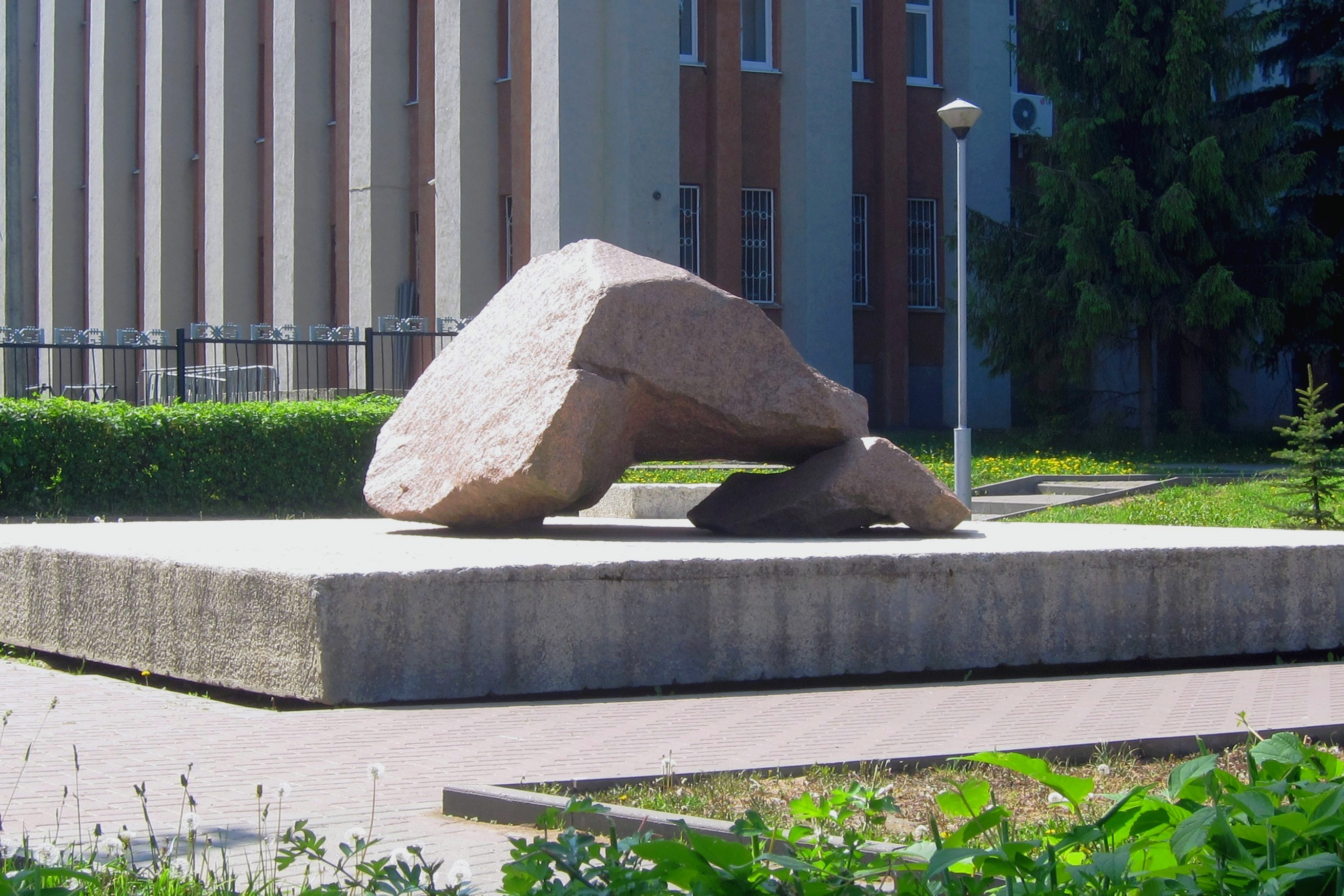
Памятный камень в Чебоксарах на месте, где стоял дом, в котором родился В. И. Чапаев

В исторической литературе предки Василия Чапаева, в том числе дед Степан с первой супругой Ириной Никитиной, названы русскими крестьянами. При этом отдельно подчёркивалось, что второй женой Степана Гаврилова, начиная с 1886 года, была чувашка Перасковья Фёдоровна из деревни Мижеры Козьмодемьянского уезда. В метрике, выписанной при рождении Василия Чапаева, его родители Иван Степанов и его супруга Екатерина Семёнова, уроженка деревни Гремячево Чебоксарского уезда, названы православными крестьянами. Встречаются высказывания, что отец Василия Ивановича, Иван Степанович Чапаев, по национальности был эрзянином, а мать чувашкой.
В семье Ивана Степановича Чапаева (Чепаева) Василий стал третьим сыном после братьев Михаила и Андрея, после него родились ещё один сын Григорий и дочь Анна. Всего в семье родилось 9 детей, но четверо из них умерли в младенческом возрасте. С 1896 по 1897 учебный год Василий учился в одноклассной церковно-приходской школе при Троицком монастыре в Чебоксарах. В 1897 году, в поисках лучшей доли, семья Чапаевых переселилась из Чебоксар в более благополучные места нижнего Поволжья, в село Балаково Николаевского уезда Самарской губернии — известный в те годы центр хлеботорговли. Отец Иван Степанович сумел довольно быстро обосноваться на новом месте, найти плотницкие подряды, к работе над которыми привлекал старших сыновей. Дочь Анна нашла работу кружевницы. Василия Иван Степанович определил в местную церковно-приходскую школу, меценатом которой был его зажиточный двоюродный брат. В родне Чапаевых уже были священники, и родители хотели, чтобы и Василий стал священнослужителем. К тому же, в школе у Василия обнаружился красивый голос, и руководитель школьного хора прочил ему карьеру певчего губернского церковного хора. Но зимой 1901 года, на третьем году учёбы, Василий за ученическую провинность был наказан помещением в карцер. Карцер располагался в верхнем помещении пожарной каланчи, стояла зима, и 14-летний Василий, которого оставили в карцере без верхней одежды, вскоре испугался, что о нём забыли и он замёрзнет до смерти. Разбив окно, он выпрыгнул с каланчи, глубокий снег спас ему жизнь при падении. Добравшись до дома, Василий проболел в итоге до весны. Иван Степанович забрал сына из школы и разорвал всякие отношения со своим родственником.
Выздоровевшего Василия отец с весны стал привлекать к плотницкому труду, а затем отдал в услужение купцу Белоглазову. У Белоглазова Василий начинал с помощи по дому, затем работал разносчиком товаров из лавки, а вскоре и сам встал за прилавок. Как рассказывал позднее сам Василий, в лавке его пытались научить «купеческим хитростям» − обвешивать и обманывать, но отец постоянно говорил ему: «Не воруй, Вася!». Поэтому вскоре Василий вновь вернулся к плотницкой работе с отцом. Семейная артель Ивана Чепаева и трёх его сыновей без заказов не оставалась, но отец старался дать Василию хоть какое-то образование. В 1902 году его определили в ученики к мастеру Георгию Лопатину, а через два года — к столяру Ивану Зудину. Во время революции 1905—1907 годов Иван Зудин был выбран членом Балаковского крестьянского союза и впоследствии находился под надзором полиции, а Василий Чапаев с 1906 года вернулся в артель отца. Когда заказов не хватало в Балаково, отец с сыновьями брался за работу в окрестностях: в поисках заказов они кочевали по всей Волге вверх и вниз, брали заказы в казахских степях. Своим сослуживцам позднее Василий с гордостью говорил: «Плотник, я, скажу откровенно, образцовый. Владел я этим делом в совершенстве».

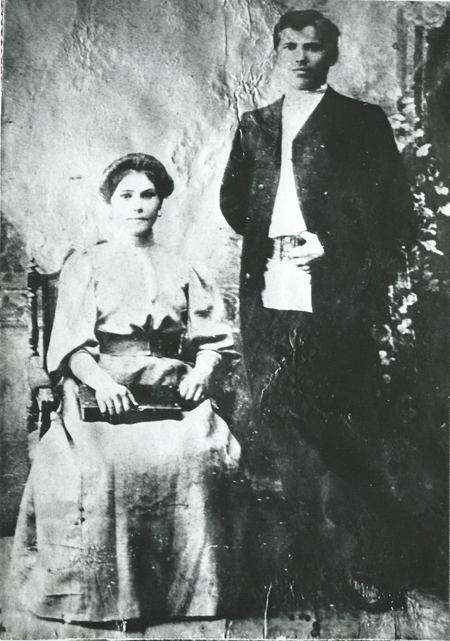
Василий Чапаев с женой Пелагеей Метлиной, с. Балаково, 1909 г.

Осенью 1908 года Василий был призван на службу в армию и направлен в Киев. Но уже весной следующего года, по неизвестным причинам, Чапаева уволили из армии в запас и перевели в ратники ополчения первого разряда. По одной из версий — по болезни, из-за появившегося бельма на глазу. Версия о его политической неблагонадёжности, из-за которой он был переведён в ратники, не нашла подтверждения в архивных документах. Как и версия о том, что его уволили из-за брата Андрея, якобы расстрелянного за участие в революционных событиях. Вскоре по возвращении со службы Василий объявил семье, что собирается жениться. Избранницей Василия стала Пелагея Метлина, дочь балаковского священника. Отец был недоволен выбором, считая, что избалованная поповская дочка не годится в жёны плотнику, предлагал Василию другие кандидатуры. Против этого брака выступали и родители невесты. Но Василий настоял на своём и в июле 1909 года молодые обвенчались. В августе 1910 года в семье родился сын Александр, в 1912 году − дочь Клавдия. Василий открыл собственную мастерскую по ремонту сельского инвентаря, затем работал в иконописной мастерской своего тестя. Весной 1913 года попытался обосноваться с семьёй в Симбирске, затем поселился в городе Мелекесс (ныне Димитровград Ульяновской области). Здесь у него родился сын Аркадий.

### В годы Первой мировой
С началом войны, 20 сентября 1914 года, Чапаев был призван на военную службу и направлен в 159-й запасный пехотный полк в город Аткарск. Перед призывом Василий перевёз жену и детей в дом к отцу в Балаково, понимая, что супруге Пелагее с тремя малолетними детьми выжить в одиночку было невозможно. В течение трёх месяцев Чапаев проходил обучение в запасном полку, уже имея за плечами полугодовой опыт 1908—1909 годов, поэтому на уровне призванных резервистов, не имевших военного опыта, Чапаев имел возможность быстро зарекомендовать себя перед начальниками с лучшей стороны.
На фронт Чапаев попал в январе 1915 года, был зачислен в полковую учебную команду, готовившую унтер-офицеров. Воевал в 326-м Белгорайском пехотном полку 82-й пехотной дивизии 9 армии Юго-Западного фронта на Волыни и в Галиции. Весной 1915 года полк участвовал в осаде Перемышля, летом — в позиционных боях в Галиции. 10 июля Чапаев получил звание младшего унтер-офицера. После отвода полка на отдых в конце лета 1915 года Чапаеву вручили первые награды — Георгиевскую медаль и Георгиевский крест 4-й степени (№ 463,478). В конце сентября 1915 года в ходе тяжёлых боёв под Цуманью Василий Чапаев был ранен в руку. Ранение оказалось сложным, было перебито сухожилие, последствия ранения сказывались до конца жизни. В октябре Чапаеву присвоено звание старшего унтер-офицера. Находясь на излечении, Василий получил письмо от отца о том, что его жена Пелагея бросила детей и сбежала из дому с железнодорожным кондуктором. По поздним рассказам детей, зимой 1915—1916 года Василий искал смерти в бою, но отделался ранением. Был награждён Георгиевским крестом 3-й степени и после лечения в госпитале в марте 1916 года получил трёхнедельный отпуск домой.
Во время короткого отпуска Василию удалось на время вернуть Пелагею домой. Свой уход она объяснила постоянными ссорами с отцом Василия. Иван Степанович обещал сыну вести себя сдержаннее, но уезжая, Василий Чапаев опасался, что мир в семье восстановлен ненадолго. По возвращении на фронт Василий в составе своего полка принял участие в боях в ходе Брусиловского прорыва. В июне 1916 года Чапаеву присвоено звание фельдфебеля. Вскоре он был награждён Георгиевским крестом 2-й степени. Согласно записи в наградном листе: 

Фельдфебель Василий Иванович Чапаев в бою 15 июня 1916 года у города Куты руководил подчинёнными примером личной храбрости и мужества, проявленными при взятии занятого неприятелем укреплённого места, ободрял и увлекал за собой подчинённых, и, будучи опасно ранен, после сделанной ему перевязки вернулся в строй и снова принял участие в бою.— Из приказа командира 11–го армейского корпуса о награждении от 23 октября 1916 года
Чапаев был назначен фельдфебелем 1 роты Белгорайского полка. В его биографиях, изданных в советское время, указывается, что вскоре Чапаев стал полным георгиевским кавалером. В бою 27 июня 1916 года у города Делятин 1-я и 2-я роты 1-го батальона Белгорайского полка под командованием прапорщика Павлова и фельдфебеля Чапаева после неудачной атаки оказались в окружении, но умело используя пулемёты и перейдя в критический момент в штыковую атаку, сумели пробиться к основным силам полка, закрепились у деревни Яблонцы и в дальнейшем стойко держали оборону против контратаковавших австрийцев. Якобы за этот бой Чапаев был награждён Георгиевским крестом 1-й степени. Современные архивные изыскания не подтверждают это награждение.
Летом 1916 года в одном из боёв был тяжело ранен земляк и товарищ Василия Пётр Камешкерцев. Умирающему другу Чапаев пообещал позаботиться о его детях. Самого Чапаева на исходе августа 1916 года также тяжело ранило шрапнелью в левую ногу. Он был эвакуирован с места боёв сначала в 81-й отряд Красного Креста, затем в госпиталь в Херсоне. По выздоровлении Чапаев назначен командиром взвода в 151-й команде выздоравливающих. В марте 1917 года Чапаев попросил о переводе в действующую армию, перед отправкой в часть ему был предоставлен 25-дневный отпуск. Обстановка в стране к этому времени кардинально изменилась. Началось падение дисциплины в армии, особенно заметное в запасных и учебных частях в тылу. Миллионы призванных боялись отправки на фронт, откуда приходили сведения о больших потерях. Резко выросло количество дезертиров, уклонистов. В апреле 1917 года Чапаев получил назначение в 90-й запасной пехотный полк в Саратове; командование надеялось, что опытный унтер-офицер и Георгиевский кавалер сумеет обеспечить дисциплину в вверенной ему учебной роте. С началом организации ударных частей в армии, Чапаев вступил в ударный отряд 90-го полка, в состав которого были приняты добровольцы из числа юнкеров и студентов. Временное правительство возлагало большие надежды на ударные части в надежде, что те станут каркасом для разваливающейся армии.
Во время отпуска, помня об обещании умирающему товарищу, Чапаев разыскал семью Камешкерцева и сказал его вдове, что он берёт дочерей друга на своё обеспечение и отвезёт их в дом к своему отцу. Неожиданно для него самого, Пелагея Камешкерцева собрала не только детские, но и свои вещи. Чапаеву пришлось согласиться, хотя брак с его первой женой остался нерасторгнутым.
В июле 1917 года Чапаева перевели в 138-й запасной полк в городе Николаевске, фельдфебелем 4-й роты. К этому времени, в условиях бурных политических перемен в стране, он пытался понять, какие политические взгляды и течения отвечали бы его собственным взглядам. Позднее он рассказывал Кутякову и другим товарищам по Красной армии о метаниях того периода:

Кругом и разговоры умные и знают люди, што говорят, а я того не знаю. Дай, думаю, в партию вступлю. Одного толкового человека упросил − он меня всё в кадеты приноравливал, только оттуда я скоро есером стал: ребята, гляжу, на дело идут… Побыл с есерами − и тут услышал анархистов. Вот оно, думаю, дело-то где! Люди всего достигают, и стеснения нет никакого − каждому своя воля!— Из воспоминаний Кутякова
Чапаев примкнул к саратовской группе анархистов, но при переводе в 138-й полк, вскоре сменил и партию. Летом в Николаевске он пришёл в местный уездный комитет большевиков. По рассказам руководителя николаевских коммунистов Арсения Михайлова, визит бравого военного в сапогах со шпорами, с шашкой на боку, с крестами и медалью на груди, вызвал поначалу переполох в ячейке: «Не черносотенец ли зашёл громить большевиков?» Чапаев попросил у коммунистов их программу для ознакомления, в течение лета участвовал в их собраниях. Поначалу его возмутили требования снять с груди «побрякушки», но, очевидно, большевикам показалось выгодным иметь в запасном полку своего человека, чья храбрость не вызывала сомнений. 28 сентября 1917 года он был принят в партию. В запасном полку многие солдаты были возмущены требованиями Чапаева по поддержанию дисциплины. Но при поддержке большевиков Чапаев сумел сохранить дисциплину, препятствовал распродаже полкового имущества, проявил себя хорошим организатором, имевшим влияние на солдатские массы.

### В период между Мировой и Гражданской
В начале ноября 1917 года, когда в Николаевск уже пришли известия о событиях в Петрограде и боях в Москве, Чапаева выбрали делегатом от полка на съезд депутатов Казанского военного округа. Выступления храброго фронтовика с крестами на груди помогли большевикам завоевать голоса большинства делегатов съезда. В Николаевск Чапаев вернулся с мандатом на отстранение командира полка и на принятие командования. Несмотря на протесты командира полка подполковника Отмарштейна и большинства офицеров, Чапаев заручился поддержкой Николаевского совета депутатов и занял кабинет командира 138-го полка. Всех несогласных с таким решением Чапаев призвал покинуть часть. Взяв под контроль процесс формирования полка, он поставил на все ключевые должности солдат и унтер-офицеров, сочувствующих большевикам. Он также отказался от выполнения приказа о сдаче пулемётов на окружной склад, более того, отправился в Саратов и обменял на самогон у караула артиллерийских складов два орудия.

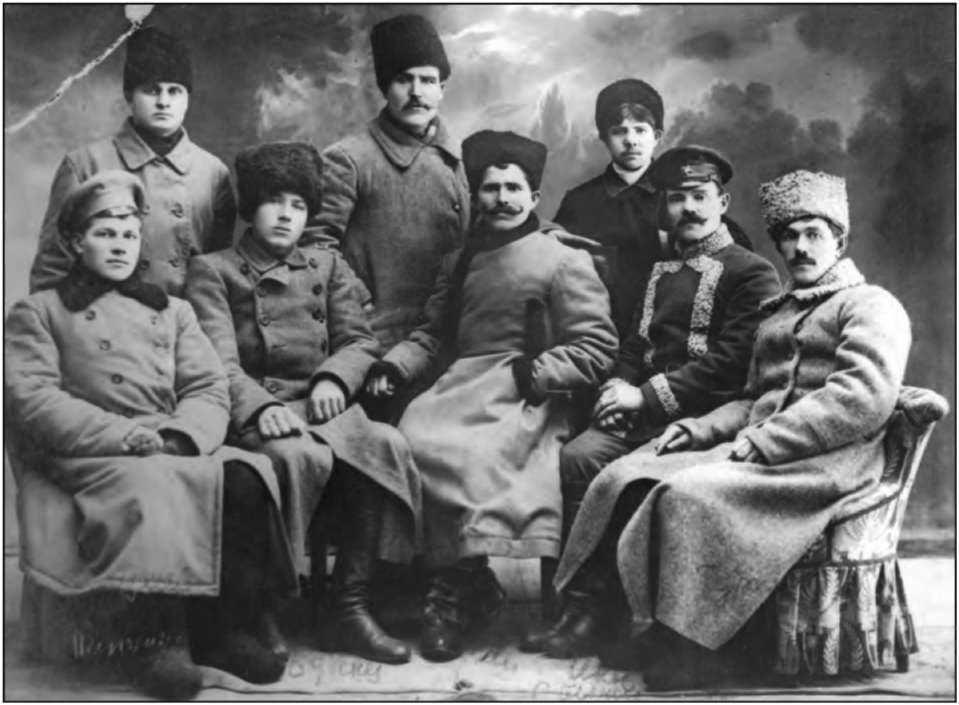
В. И. Чапаев в группе комсостава Красной гвардии

18 декабря 1917 года на совместном заседании уездного съезда крестьянских депутатов и совета рабочих и солдатских депутатов Чапаев был выбран народным комиссаром внутренних дел Николаевского уезда. Среди прочих обязанностей, возглавлял процессы реквизиций у граждан, объявленных представителями имущих классов. Для ускорения выплаты Чапаев арестовал нескольких граждан, причисленных к буржуазии, и даже имитировал расстрел части арестованных. Проведённые по личной инициативе Чапаева телесные наказания горожан и сельских жителей подвергались критике в том числе и от представителей Николаевского Совета. 20 января 1918 года руководил разгоном Николаевского уездного земства. Когда на следующий день на соборной площади собрались горожане, протестовавшие против разгона земства, к площади подъехал Чапаев на автомобиле с установленным пулемётом. Как позднее рассказывал Кутяков: «Без всякого предупреждения он открыл огонь из пулемёта по куполу каменного собора. Этого было достаточно, чтобы защитники Керенского и Учредительного собрания разбежались». 24 января 1918 года Чапаева назначили уездным комиссаром по военным делам.

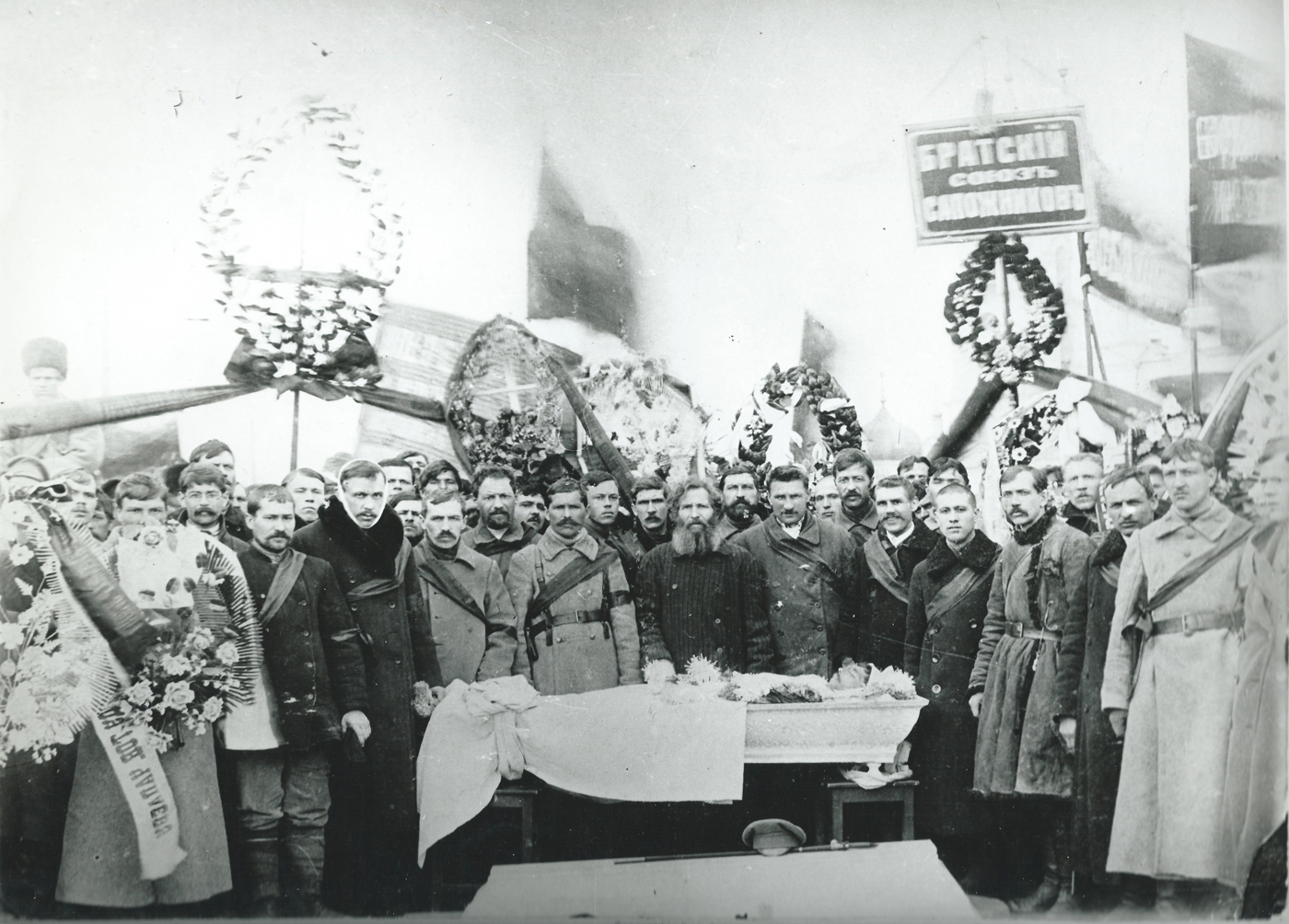
В. И. Чапаев на похоронах брата в г. Балаково, 1918 г.

Вскоре после назначения Чапаев с отрядом из 400 красногвардейцев направился к селу Большая Глушица на границе с землями уральских казаков. Там эсеры при поддержке офицеров и представителей местной интеллигенции разогнали местный Совет, арестовав часть его членов. Отряд Чапаева атаковал село с четырёх сторон и после боя занял село, освободив из-под ареста членов местного Совета. Мятежи против Советов вспыхивали один за одним, и Чапаев был вынужден метаться от одного села к другому для их подавления. 9 февраля в Балаково, где жила семья Чапаева, в ходе вспыхнувшего мятежа был убит Григорий Чапаев, младший брат Василия. 10 февраля эта новость пришла в Николаевск одновременно с известием о разгроме красногвардейского отряда в селе Берёзове. Отряд Чапаева 11 февраля подавил восстание в Берёзове, 13 февраля атаковал с двух сторон Балаково и выбил из него участников мятежа. В конце февраля ещё одно антисоветское восстание вспыхнуло в селе Липовка, которое вскоре охватило всю Липовскую волость. Николаевский Совет направил Чапаева на подавление восстания, передав ему всю власть в мятежной волости. На подавление восстания ушло 10 дней.
В это же время Чапаев участвовал в организации уездной Красной гвардии из 14 отрядов; на основе 138-го запасного полка началось формирование 1-го Николаевского полка. В марте 1918 года в Уральской области казачье войсковое правительство распустило все Советы, арестовав большинство их членов. В ответ Саратовский совет выдвинул казакам ультиматум об изгнании из Уральска всех офицеров и представителей буржуазии и восстановлении Советов. После отказа в выполнении этих требований было прекращено железнодорожное сообщение с Уральском, к городу вдоль железной дороги выдвинулся отряд Красной гвардии, получивший громкое имя Армии Саратовского совета. Основу армии составили 1-й и 2-й Николаевские партизанские отряды под командованием Ивана Демидкина и Василия Чапаева. В ходе похода войска Саратовского совета поначалу сумели опрокинуть заслоны уральских казаков и продвинуться вплоть до станции Деркул в 70 верстах от Уральска. Но затем казаки, пользуясь знанием местности и быстротой перемещений, окружили саратовских красногвардейцев в районе станции Шипово, отрезав их от линии сообщений с Саратовом. После тяжёлых боёв, израсходовав все боеприпасы, красногвардейцы сумели прорвать окружение и отошли к станции Алтата. На границе Саратовской губернии и земель Уральского войска установилось временное затишье.

### Начало Гражданской войны. 1918 год

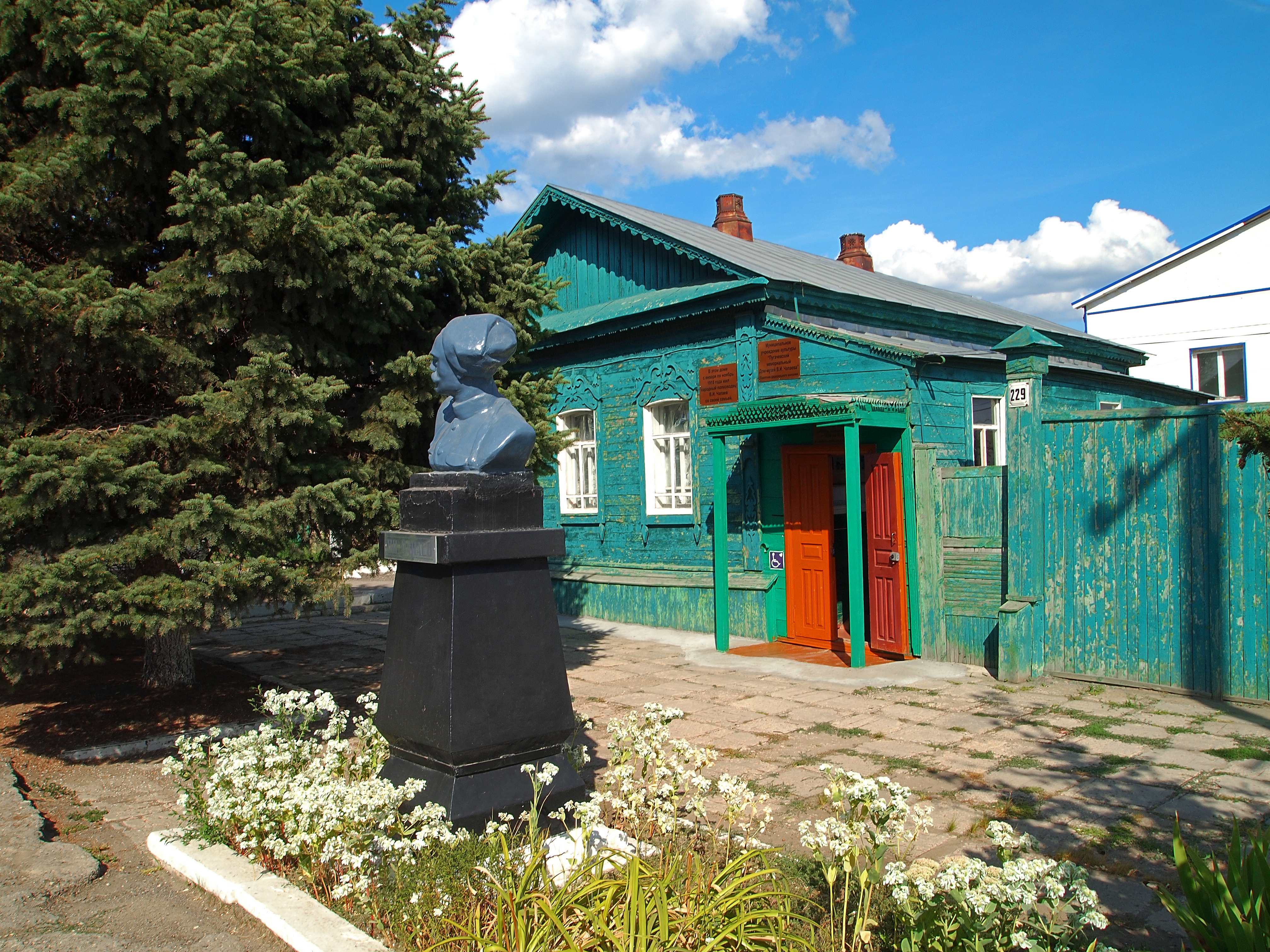
Дом, в котором жил в 1918 году Василий Иванович Чапаев: улица Карла Маркса, 229, г. Пугачёв, Саратовская область

Во второй половине мая 1918 года в Поволжье, на Урале и в Сибири вспыхнул мятеж Чехословацкого корпуса. 8 июня 1918 года в результате совместных действий чехословаков и эсеровских дружин большевики были свергнуты в Самаре и провозглашён переход власти к Комитету членов Учредительного собрания. Антибольшевистские мятежи вспыхнули во множестве регионов страны. Период добровольческих красногвардейских отрядов закончился, Советская власть объявила о начале принудительной мобилизации в Рабоче-Крестьянскую Красную армию. Началась Гражданская война.
В конце мая − начале июня возобновились бои между уральскими казаками и силами Саратовского совета. Николаевские партизанские отряды к этому времени были преобразованы в 1-й и 2-й Николаевские полки. 13 июня 1918 года председатель Совнаркома Ленин и наркомвоенмор Троцкий подписывали декрет «О принудительном наборе в Рабоче-Крестьянскую Армию», был сформирован Восточный фронт во главе с Михаилом Муравьёвым, в состав которого вошла Особая армия, включающая отряды Саратовского совета.
Из Николаевских полков была организована бригада, командиром которой назначен Василий Чапаев. В бригаду вошли около 3 тысяч человек, 65 пулемётов, 8 орудий, один бронеавтомобиль. Из-за последствий ранения на германском фронте, Чапаев не мог ездить верхом и был вынужден постоянно заботиться о пополнении автомобильного парка для возможности оперативного управления войсками. 21 июня Николаевская бригада вновь направилась вдоль линии железной дороги Саратов—Уральск: перед Чапаевым поставлена задача отбить станцию Семиглавый Мар. В ходе ожесточённых боёв с казаками вдоль железной дороги Чапаев продвинулся вплоть до станции Шипово, но как и в мае вновь вынужден был отступить к станции Алтата, а затем ещё дальше — до станции Озинки. Ситуацию осложняла дезорганизация командования фронта из-за мятежа командующего Муравьёва.
В июле обстановка в Поволжье становится для Советской республики критически опасной. В результате совместных действия Комуча и Чехословацкого корпуса захвачены Сызрань, Уфа, Бугульма, Мелекесс, 22 июля бригада Комуча под командованием В. О. Каппеля вошла в Симбирск. Комуч строил планы развития наступления в направлении Хвалынска, Вольска, с дальнейшим продвижением на Царицын с целью соединения с донскими казаками и частями Добровольческой армии.
Николаевский уезд стал критически важным районом для противоборствующих сторон, сформированные отряды Красной гвардии и Николаевские полки препятствовали соединению войск Комуча с уральскими казаками и продвижению их вниз по Волге. В июле командование Восточного фронта поставило задачу преобразовать бригаду Николаевских полков в дивизию из пяти пехотных и одного кавалерийского полков. В начале августа, после дополнительной мобилизации в Николаевске и Балаково, Чапаев сообщил о выполнении поставленной задачи. Неожиданно для него и комсостава дивизии, командиром новой дивизии был назначен военком Балаковского уезда С. П. Захаров. Чапаев подчинился приказу, приняв командование 1-й бригадой дивизии. В первой половине августа Николаевская дивизия противостояла Хвалынской группе Комуча, возглавляемой полковником Махиным, действовавшей при поддержке чехословаков. Поначалу ни одна из сторон не смогла переломить ход событий в свою пользу, несмотря на захват отдельных крупных сёл той или другой стороной. Но после того, как войска Комуча смогли скоординировать свои действия с уральскими казаками, наступление белых стало развиваться успешнее. 20 августа чешскими частями был занят Николаевск. Чапаев, действуя вопреки приказу Захарова, переправился через Большой Иргиз у села Порубёжки и 21 августа атаковал чехов и отрезал их в Николаевске от основных частей армии Комуча. Чехи были вынуждены оставить город, 23 августа в Николаевск вошли части 2-го и 3-го Николаевских полков. У Чапаева была и личная причина поспешить с освобождением города, в котором оставалась его семья. Во время пребывания чехов в Николаевске Пелагею Камешкерцеву и пятерых детей прятал в своём доме сочувствовавший коммунистам железнодорожный рабочий.
В ходе одного из митингов в освобождённом Николаевске Чапаев предложил переименовать город — дать ему имя Пугачёв. Предложение было принято. Кроме того, город был объявлен находящимся на осадном положении, всем находившимся в нём офицерам под угрозой расстрела было предписано пройти регистрацию в штабе Николаевской дивизии. В тот же день, 23 августа, в город прибыли командир 4-й армии Ржевский с комиссаром армии Зориным, направившие в ВЦИК телеграмму о переименовании дивизии в Пугачёвскую и с просьбой о награждении её Революционным знаменем. Отдельно в телеграмме подчёркивалась роль Чапаева в операции, приведшей к освобождению города. Войска Комуча и Чехословацкого корпуса не оставили попытки отбить Николаевск-Пугачёв. В ходе одного из боёв в начале сентября за деревню Гусиха произошёл эпизод, вошедший впоследствии в начальные кадры фильма братьев Васильевых «Чапаев». Недавно призванные в Красную армию крестьяне во время совместной атаки чехословаков и частей уральских казаков оставили позиции и побежали в тыл, увлекая за собой и опытных красноармейцев. Мост через реку Иргиз не выдержал наплыва людей и рухнул в воду. Полк И. Плясункова сумел сдержать наступавшие белые части, предотвратив более тяжёлые последствия неудачи. Чапаев немедленно выехал к месту боя и сумел собрать бежавших красноармейцев. На импровизированном митинге он нашёл убедительные слова, вернул людей к месту панической переправы и заставил найти в реке утерянное оружие. Последовавшей затем атакой противник был выбит из Гусихи. Чапаев по итогам боя был отмечен в поздравительных телеграммах нового командира 4-й армии Хвесина и главкома Вацетиса.
6 сентября 1918 года Чапаев назначен временно исполняющим должность командира Николаевской дивизии вместо временно выбывшего Захарова. Уральские казаки в это время активизировали свои действия в районе Новоузенска, отдельные отряды казаков совершали успешные рейды по тылам 4-й армии красных, пользуясь тем, что сплошной линии фронта не существовало. Войска Народной армии Комуча вели наступления по двум основным направлениям — на Вольск и Балаково. Ситуацию осложнило восстание в тылу красных в Вольске, оказавшись между двух огней, красная Вольская дивизия была разгромлена, погибли её командир и начальник штаба. В этой обстановке Чапаев провёл дополнительную мобилизацию в Николаевске, выбил дополнительные резервы у командования 4-й армии. Утром 8 сентября полки дивизии разбили противника у села Левенка и зашли в тыл наступавшим войскам Комуча. После ожесточённых боёв, тяжёлые потери в которых понесли обе стороны, войска Комуча были вынуждены отступить. Были отбиты Вольск и Хвалынск. Чапаевцам в результате боёв достались значительные трофеи — винтовки, пулемёты, 250 подвод снарядов, но Чапаев регулярно жаловался командованию армии и фронта на то, что его войска обделены в поставках оружия и боеприпасов. 12 сентября Врид начдива доложил: «Объединённые силы белой армии и чехов разбиты и в панике бежали». В ходе последовавшей вслед за этими боями Сызрань-Самарской операции Восточного фронта Николаевская дивизия, к командованию которой вернулся Захаров, начала наступление на Самару. 20 сентября в расположение дивизии прибыл поезд председателя Реввоенсовета Троцкого. В ходе совещания было принято решение о создании второй Николаевской дивизии, командование которой было поручено Чапаеву. Перед Чапаевым была поставлена задача противостоять уральским казакам, чтобы предупредить возможный их удар во фланг наступавшим войскам Восточного фронта. На формирование новой дивизии были отданы родные Чапаеву 1-й и 2-й Николаевские полки, получившие имена Разина и Пугачёва. Сам Чапаев получил от Троцкого в качестве награды золотые часы и именное оружие — револьвер наган.

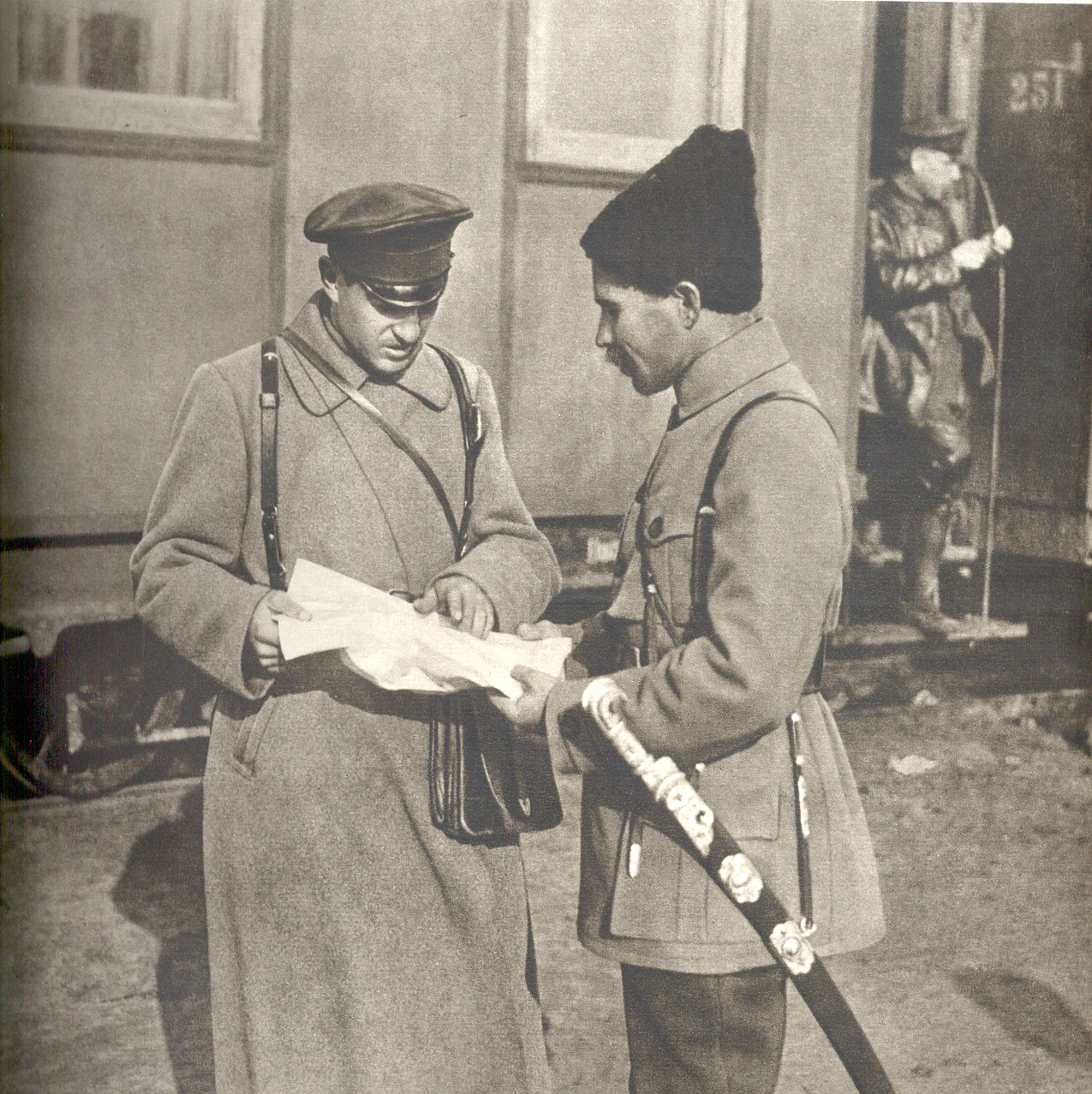
Командир 1-й Николаевской дивизии С. П. Захаров и командир 2-й Николаевской дивизии В. И. Чапаев, 1918 г.

30 сентября дивизии Чапаева приказано начать наступление с целью «к 12 октября прервать пути на севере от Уральска». Чапаев засыпал командование армии телеграммами с требованиями обеспечения снарядами и патронами, и даже отправил приказы отделу снабжения 4-й армии через голову командования: «За неисполнение сего требования объявляю вас перед всем революционным войском как неидущих в контакте с нами, о чём доложу Центральному Исполнительному комитету». 5 октября Чапаев писал командарму о необходимости выделения ему автомобиля, так как из-за ранения он не может ездить верхом: «Товарищ Хвесин, я буду жаловаться на вас в Центральному Исполнительному Комитету…» 8 октября он через голову командарма писал напрямую Троцкому: «Доношу до вашего сведения: я выбился из сил, мне командарм 4-й не даёт развития на фронте, без чего я жить не могу…» Подробно перечислив потребности дивизии в пополнении личным составом и в вооружении, Чапаев не ограничивается этим. Следующий рапорт отправлен главкому Красной армии Вацетису. Вероятно, что подобные, на грани истерики, сообщения вызваны тяжёлым положением, в котором оказалась вновь сформированная дивизия на уральском фронте. Новый командующий Восточным фронтом Каменев, воодушевлённый взятием 7 октября Самары, требует теперь не просто прикрытия войск фронта от уральских казаков, а взятия Уральска.
В сентябре 1918 года Л. Д. Троцкий выделил Чапаеву автомобиль, а 11 октября 1918 года Троцкий ходатайствовал перед реввоенсоветом 4-й армии за Чапаева. 15 ноября 1918 года Троцкий просил отправить Чапаева в Военную академию. 
12 октября дивизия Чапаева возобновила наступление на Уральск. Сопротивление было ожесточённым, на помощь уральцам прибыли части оренбургских казаков, также выступивших против Советской власти. Постоянно маневрируя и меняя направления ударов, казачьи части атаковали полки Николаевской дивизии и в лоб, и с флангов, регулярно прорывались в тылы и нарушали снабжение красных частей, перехватывали обозы с продовольствием и боеприпасами. 16 октября Чапаев вновь нарушил субординацию и через голову командования армии и фронта обратился напрямую к Троцкому, требуя направить ему в помощь войска Вольской дивизии, не зная, что её срочно перебросили под Царицын. Проблемы дивизии усугублялись успешными рейдами уральских и оренбургских казаков по её тылам, так 19 октября в ходе одной из таких вылазок были перехвачены грузовой автомобиль и 80 подвод, направленных Чапаеву. Донесения начдива в штаб армии в другой обстановке могли быть расценены, как мятежные: «Замечаю цель штаба 4-й армии отдать дивизию на съедение вместе со мной. По пяти атак в день отбивали, часть орудий подбито… Потери громадные — две роты забраны в плен, много убитых и раненых. Вся сила противника обрушена на мой отряд». 19 октября в помощь Чапаеву, помимо пополнения личного состава, отправлены 4-й Малоузенский полк из 1-й Николаевской дивизии, а также несколько автомобилей и орудий. Тем не менее Чапаев запросил разрешения на отход к Пугачёву. В ответ 21 октября командарм Хвесин приказал Чапаеву перерезать дорогу между Оренбургом и Уральском в районе Бузулука, чтобы воспрепятствовать возможности маневрирования силами между двумя казачьими областями. Казаки, не имея достаточных сил противостоять наступлению красных пехотных полков, компенсировали эту слабость широтой и быстротой манёвров своих конных частей. Изматывая красные части своими атаками с фланга и тыла, они создавали у красноармейцев впечатление полного окружения, на которое в реальности у них не было сил. 26 октября Чапаев приказал полкам дивизии начать отход, назвав это в приказе прорывом из окружения, не зная, что Каменевым уже отдан приказ об усилении 2-й Николаевской дивизии ещё двумя полками. В ответ на указания Хвесина о прекращении самовольного отхода Чапаев лично отправил сообщение, сохранившее в истории его подлинный слог: «Прошу вашего ходатайства перед народным комиссаром об увольнении меня занимаемой должности я больше невсилах бороца в такой обстановке десять суток мне не дают подкрепления за что я мог быть подвергнут самосуду голодными солдатами но я как честной революционер позорно умереть нехочу».
В приказах по дивизии Чапаев назвал отступление к Пугачёву и Алтате успешным прорывом, но 2 ноября на выездном заседании Реввоенсовета Восточного фронта в Саратове с участием Куйбышева, Берзина и Линдова, а также представителя РВС Республики Кобозева, командарм Хвесин предложил отстранить Чапаева от командования дивизией и предать его суду. Представитель вышестоящего Реввоенсовета Кобозев возражал и предложил оставить рассмотрение судьбы начдива Троцкому. В ответ Хвесин заявил об отказе от командования армией. В результате скандала 5 ноября Хвесин был заменён начальником штаба армии Балтийским.
Сам Чапаев на заседание РВС армии в Саратов не вызывался и, возможно, даже не был в курсе, что стал виновником смены командарма. Он готовил дивизию к новому наступлению на Уральск, приняв переданные ему 1-й Саратовский и 1-й Новоузенский полки. Но обострившаяся обстановка на юге потребовала отправки под Царицын дополнительных частей 4-й армии и наступление дивизии Чапаева на Уральск было отменено.

### В Академии Генерального штаба Красной армии
В середине ноября 1918 года начдив 2-й Николаевской дивизии Чапаев отправил рапорт на имя Льва Троцкого с просьбой о направлении его на обучение в Академию Генерального штаба, немедленно утверждённый. Скорее всего, это было сделано по настоятельной рекомендации Реввоенсовета армии, так как отношения командования со своевольным начдивом сопровождались бесконечными конфликтами. Представив личному составу дивизии назначенного ему на смену бывшего царского офицера А. Дементьева, Чапаев к исходу ноября прибыл в Москву. Среди его однокурсников по первому набору красных генштабистов оказались опытные командиры, зарекомендовавшие себя на начальном этапе Гражданской войны: будущие маршалы и генералы Мерецков, Соколовский, Тюленев, Петровский, Урицкий. В первом наборе четверть слушателей, как и Чапаев, имели лишь начальное образование, 70 процентов — среднее и лишь 5 процентов — высшее. Несмотря на начальный энтузиазм, Чапаеву, который и вовсе не окончил курса церковно-приходской школы, пришлось особенно тяжело. В программу обучения были включены более десятка сложных и специфичных военных дисциплин: стратегия, общая тактика, история военного искусства, военно-инженерное дело, топография и многие другие. При этом Чапаеву было предписано в течение двух месяцев пройти программу пехотных командных курсов.
В связи с переходом многих преподавателей прежней Академии Генштаба на сторону белых, преподавательский состав вновь организованной по приказу Троцкого красной Академии был значительно обновлён. Перед началом занятий перед слушателями выступил председатель ВЦИК Яков Свердлов. С началом занятий часть слушателей столкнулись с непреодолимыми трудностями, осложнёнными раздражением и неприязнью по отношению к части преподавателей. Многие из предметов казались им совершенно ненужными, либо безнадёжно устаревшими в современных условиях. Ситуация осложнялась отсутствием опыта у части новых преподавателей, а также неумением либо нежеланием установить контакт с частью малообразованных слушателей. Чапаев оказался среди тех, кто наиболее болезненно реагировал на ироническое отношение преподавателей к слушателям, на замечания в свой адрес. Наибольшее раздражение Чапаева вызывал преподаватель военной истории Александр Свечин, в то время, как Мерецков и Тюленев вспоминали о нём, как одном из любимых профессоров. Несмотря на все трудности, находились преподаватели, отмечавшие и то, что Чапаев имел задатки слушателя, которые могли бы развиться в более спокойные времена. Преподаватель истории войн и военного искусства Василий Новицкий вспоминал позднее: «Многие склонны были считать, что Чапаев не любил науки и пренебрежительно относился к учению, что он склонен был действовать исключительно по наитию. Это глубоко неверно. Чапаев, как редко кто, отличался необычайной усидчивостью и упорством в деле того, что от него потребуется». Тем не менее уже 24 декабря Чапаев написал в штаб 4-й армии письмо с просьбой отозвать его из академии. Член РВС армии Г. Д. Линдов категорически отказал Чапаеву, но он в итоге покинул академию самовольно. Точный срок нахождения Чапаева в Москве неизвестен, Фурманов говорил о 2 месяцах, но скорее всего Чапаев уехал из Москвы уже в начале января.

Прошу вас покорно отозвать меня в штаб 4 Армии на какую нибудь должность Командиром или Комисаром... преподаванье в Академии мне неприносит некакой пользы... я ето прошол напрактеки. И томится понапрасно в стенах я несогласин, ето мне кажится тюрмой...
— факсимиле письма в Музее Чапаева в Чебоксарах
Впоследствии Чапаев часто с раздражением отзывался о времени пребывания в академии: «В академьях мы не учены… У нас и по-мужицки и то выходит… Мы погонов не носили генеральских, да и без них, слава богу, не каждый такой стратех будет». Но по словам его друга и сослуживца Кутякова, в сокровенных разговорах Чапаев признавался, что «Академия — великое дело». Позднее в 1919 году он лично отобрал десяток своих командиров подразделений для отправки на обучение в Москву. Одной из главных причин побега историки называли болезненное самолюбие и совершенно недостаточный уровень образования. Чапаев не мог себе позволить оставаться в стенах академии мишенью для насмешек.

### 1919 год
Покинув академию самовольно, Чапаев сначала проведал свою семью и родственников в Пугачёве и Балаково. 1 февраля 1919 года он принял участие в районном крестьянском съезде в селе Клинцовка. Советские уездные органы немедленно отреагировали, сообщив делегатам съезда, что Чапаев не занимает никаких должностей на данный момент и предложили ему самому прибыть в Пугачёв для объяснения своих действий. Чапаев отправился в Самару, где в тот момент располагался штаб 4-й армии. К этому моменту командование армией принял большевик Михаил Фрунзе, начальником штаба армии был назначен бывший генерал императорской армии Фёдор Новицкий. 4 февраля в штабе армии Чапаеву выдали документ о том, что он прикомандирован к Реввоенсовету 4-й армии и получил разрешение на устройство личных дел. С этим документом Чапаев вернулся домой, где попытался навести порядок в своей семейной жизни. Но попытки разыскать и наладить отношения с первой женой Пелагеей Метлиной оказались безуспешны, хотя в его отсутствие она регулярно общалась с детьми. Отношения с Пелагеей Камешкерцевой также были напряжёнными, Чапаев не считал необходимым хранить верность нелюбимой им женщине, Пелагея считала возможным отомстить ему «по-женски» на стороне. В этой обстановке Чапаеву понадобился месяц, чтобы хоть немного привести дела в состояние, при котором он мог бы вновь надолго покинуть дом.
На исходе февраля Чапаев направился в Уральск, отбитый у казаков месяцем ранее. Вероятно, что пребывание дома, несмотря на семейные неурядицы, благоприятно сказалось на психическом самочувствии бывшего начдива. Начальник штаба армии Новицкий так вспоминал о прибытии Чапаева к Фрунзе:

Однажды в конце февраля 1919 года дежурный доложил командарму о прибытии Чапаева. Михаил Васильевич предполагал, что он увидит партизана с разухабистыми манерами. Однако в кабинет медленно и очень почтительно вошёл человек лет тридцати, среднего роста, худощавый, гладко выбритый. Одет Чапаев был не только опрятно, но и изысканно: великолепно сшитая шинель…, серая мерлушковая папаха с золотым позументом, щегольские оленьи сапоги-бурки мехом наружу… Сел Чапаев очень деликатно, голос у него оказался тихий, а ответы очень почтительные— Из воспоминаний Ф. Ф. Новицкого
Фрунзе, имевший большие сомнения по отношению к Чапаеву до очной встречи, остался доволен первыми впечатлениями при личном знакомстве, предложив Чапаеву возглавить отдельную Александрово-Гайскую бригаду. Возникшая симпатия была обоюдной, Чапаев также оказался впечатлён личным обаянием Фрунзе и проникся к нему уважением, о чём вспоминали позднее все его сослуживцы. Порученную Чапаеву бригаду переименовали в Александрово-Гайскую группу, придав ей несколько отдельных частей. Комиссаром формирования был назначен земляк Фрунзе из Иваново-Вознесенска Дмитрий Фурманов. Первые впечатления будущего биографа Чапаева были не самые блестящие: «Передо мной предстал типичный фельдфебель, с длинными усами, жидкими, прилипшими ко лбу волосами; глаза иссиня-голубые, понимающие, взгляд решительный. Росту он среднего, одет по-комиссарски… Я заметил в нём охоту побахвалиться. Себя он ценит высоко, знает, что слава о нём гремит тут по всему краю…»
По плану Фрунзе Александрово-Гайская группа должна была атаковать казаков у Казачьей Таловки и станицы Сламихинской с дальнейшим выходом на Лбищенск, в то время, как группа Кутякова продолжала наступать на Лбищенск от Уральска. Чапаев успешно справился с поставленной задачей. Немногочисленные заслоны казаков в ходе атаки 8 марта продержались ровно столько, сколько было необходимо для эвакуации не желавших оставаться в станицах казаков с семьями, а затем отступили к Уралу. Опасения казаков были не напрасны, ворвавшиеся в казачьи станицы красноармейцы немедленно приступили к тотальному грабежу казачьих хозяйств, подчас совершенно бессмысленному. Картины грабежей были красочно описаны позднее в романе Фурманова. Чапаеву стоило больших трудов остановить грабежи, так как они не только разлагали общую дисциплину, но и становились препятствием для развития начального успеха. Чапаеву пришлось пойти на арест бывшего командира бригады Аносова и части комсостава. Напившихся командиров под арестом отправили в Александров Гай. Тем временем бригада Кутякова взяла Лбищенск. Совместными усилиями групп Кутякова и Чапаева были нанесены поражения казакам у форпоста Мергеневского. В результате успешных действий красных частей началась массовая сдача казаков в плен, около 8 тысяч человек были разоружены и распущены по домам под подписку о признании Советской власти. Дальнейшему продвижению групп Чапаева и Кутякова на юг помешала наступившая распутица и разливы степных рек. После того, как Фрунзе убедился, что наступление стало невозможным, он отозвал Чапаева и Фурманова в Самару.
Тем временем в Мергеневском 19 марта был собран казачий съезд, на который также прибыли представители красноармейских частей и часть казаков, сложивших оружие. Поначалу верх на съезде брали сторонники замирения с большевиками, но вскоре в Мергеневский прибыл новый атаман Уральского войска Толстов, выбранный на эту должность 11 марта в Гурьеве. Он приказал арестовать и расстрелять красных парламентёров, а всем сдавшимся казакам выдать по 100 плетей и вернуть их в строй. В ходе последовавшего в апреле наступления казаков части 22-й дивизии красных 15-17 апреля были разбиты у Лбищенска, 25 апреля казаки окружили Уральск и начали его осаду, продлившуюся в итоге до середины июля.
Несмотря на эти обстоятельства, Фрунзе отозвал значительные силы из-под Уральска, перебросив их севернее на самарское и симбирское направление. Обстановка здесь для Красной армии складывалась катастрофически. В марте 1919 года части 5-й армии потерпели сокрушительное поражение от войск Верховного правителя России А. В. Колчака. Фронт был прорван, и войска Западной армии белых под командованием Ханжина и оренбургские казаки начали стремительное наступление к Волге. Ситуация для красных резко осложнилась с началом многочисленных мощных крестьянских восстаний у них в тылу. В результате восстания на территории Самарской губернии, получившего название Чапанной войны, крестьяне ненадолго захватили Ставрополь, в течение марта большевики потеряли контроль над территорией пяти уездов. 5 апреля войска Западной армии белых взяли Стерлитамак, 7 апреля вступили в Белебей, 10-го были в Бугульме, 15 апреля был захвачен Бугуруслан. Оренбург остался в руках красных, но был полностью блокирован. Потеря крупнейших зерносеющих регионов и угроза потери речного сообщения по Волге потребовала экстраординарных усилий со стороны Советской республики. В результате разработанных планов Фрунзе был назначен командующим Южной группы войск в составе 1-й и 5-й и Туркестанской армий, которой предстояло оборона Самары и Симбирска. В этот период Фрунзе вновь доверил Чапаеву командование 25-й (бывшей 1-й Николаевской) дивизией, усиленной Иваново-Вознесенским и Интернациональным полками, а также четырьмя артиллерийскими дивизионами и приданным авиаотрядом. По первоначальному плану дивизия должна была атаковать Западную армию во фланг со стороны Бузулука.
В последнюю минуту две бригады 25-й дивизии пришлось перебросить на самарское направление. Тем не менее собранная Фрунзе ударная группа из войск Туркестанской армии, 25-й дивизии и отдельной бригады Кутякова значительно превосходила по численности противостоящую ей 11-ю Уральскую дивизию белых. 8 апреля наступление красной Южной группы началось. К этому моменту фактически перестали существовать Ижевская и Воткинская бригады белых. Рабочие уральских заводов вернулись по своим домам, с наступлением красных этот процесс лишь ускорился. Поражение 11-й дивизии привёл к тому, что началось отступление всей белой Западной армии. В ночь на 2 мая чапаевцы форсировали реку Большой Кинель, заняли сёла Нижнее и Верхнее Заглядино и продолжили наступление к Бугуруслану, отклоняясь при этом значительно восточнее, чем предполагалось по плану. В ходе боёв Фрунзе решил, что 73-ю бригаду Кутякова целесообразнее передать в состав 25-й дивизии, а взятие Бугуруслана поручить войскам 26-й дивизии. Бугуруслан был взят 4 мая. 25-я дивизия получила приказ командующего 5-й армией Тухачевского о наступлении на бугульминском направлении, с целью отрезать 2-й и 3-й белым армиям пути отхода к Уралу. К вечеру 9 мая дивизия Чапаева разбила ослабленные части Ижевской бригады у верховий реки Сок и завязали бои с войсками 4-й белой дивизии и Оренбургской бригадой. Замысел Тухачевского осуществить не удалось, командующий 2-м Уфимским корпусом Западной армии белых генерал Войцеховский сумел вывести большую часть войск из-под угрозы окружения.
10 мая на должность командующего Восточным фронтом был назначен бывший царский генерал Самойло, сменивший Каменева. Одним из его первых решений стал вывод 5-й армии Тухачевского из группы армий, возглавляемых Фрунзе. Раздосадованный таким решением, Фрунзе сумел добиться передачи из состава 5-й армии двух дивизий, в том числе 25-й стрелковой, под своё командование в состав Туркестанской армии. 13 мая войска группы взяли Бугульму и теперь главной задачей группы Фрунзе становилась Уфа. 17 мая части Туркестанской армии вступили в Белебей, спешно оставленный противником во избежание окружения. В этот период разгорелся конфликт между Чапаевым и Фурмановым, в результате которого Чапаев намеревался просить Фрунзе снять его с должности командира дивизии. По воспоминаниям Фурманова, Чапаев был сильно озабочен также судьбой своих детей, так как в этот период уральские казаки были близки ко взятию Николаевска-Пугачёва. Фрунзе принял Чапаева и Фурманова у себя в штабе и сумел дипломатично погасить ссору: «Ладно, ладно, сживётесь, вояки».
По плану Фрунзе, именно дивизии Чапаева предстояло наступать непосредственно на Уфу, поэтому конфликт между командиром и комиссаром был совершенно не ко времени. 27 мая всем дивизиям группы было приказано выйти на исходные рубежи для наступления. В приказе Чапаева по дивизии говорилось:

Мы будем бить противника не как он хочет, а как мы хотим. Дружным одновременным ударом с запада столкнём белогвардейцев с железной дороги, для большего удобства топить последних в реке Белой и тем самым очистить себе путь к Уфе… Несмотря ни на какие трудности, ни на какую усталость, необходимо напрячь все усилия, чтобы прижать противника к реке Белая и на его плечах переброситься на правый берег её.— Из приказа начдива 25-й дивизии
В первый день наступления, несмотря на ожесточённое сопротивление, частями 25-й дивизии была взята железнодорожная станция Чишмы, обходные манёвры бригад дивизии вынудили белых отступить на восточный берег Белой. После взятия станции в бригадах дивизии было выдано жалование за несколько месяцев. Для награждения отличившихся в штабы были разосланы ордена Красного знамени. По воспоминаниям Фурманова, были случаи, когда в полках отказывались принять награды, считая ненужным и вредным выделять кого-либо: «Мы желаем остаться без всяких наград. Мы в своём полку будем все одинаковые…» Выйдя к берегу Белой 2-3 июня, кавалеристы дивизии сумели захватить два парохода и баржу, ожидавшие на погрузку задержавшиеся с отходом белые части. Главным участком переправы через Белую был выбран район Красного Яра, на север от Уфы, в стороне от основных укреплённых позиций белых. С участков выше и ниже переправы были собраны лодки местных жителей, красноармейцы занялись рубкой леса для изготовления плотов. К месту переправы чапаевцев прибыл Фрунзе, убедившийся, что недавний конфликт Чапаева и Фурманова остался в прошлом.
Дивизия Чапаева насчитывала 8900 штыков, 882 сабли, в дополнение к 32 артиллерийским орудиям Чапаев получил в своё распоряжение отдельный бронеотряд из трёх броневиков, один из которых был вооружён пушкой. Сапёры заготовили специальные мостки для съезда с парома, чтобы броневики при переправе могли мгновенно вступить в бой. Для переправы пехоты сапёры заготовили наплавной мост. В качестве передового отряда для захвата плацдарма на другом берегу Белой была выбрана 73-я бригада Кутякова. Вся подготовка к форсированию реки осталась незамеченной противником. Захваченные ранее пароходы в ночь на 7 июня переправили передовые части Кутякова, Чапаев руководил переправой остальных частей. До наступления утра передовые батальоны 217-го и 220-го полков захватили прибрежные деревни Красный Яр, Новые Турбаслы и Александровка. Переправа 3-й бригады под утро по наплавному мосту была сорвана сильным пулемётным огнём пришедших в себя белогвардейских частей.
К полудню к месту переправы красных подошли полки 2-го и 3-го Уфимских корпусов белых, перед которыми была поставлена задача ликвидировать плацдарм. Положение переправившихся частей Чапаева было осложнено недостатком боеприпасов, большая часть которых была израсходована в ходе ночного боя. Наладить надёжную постоянную переправу под сильным огнём не удавалось. Положение ещё более осложнилось, когда выяснилось, что переправа частей Туркестанской армии южнее Уфы провалилась. Чтобы поддержать моральный дух красноармейцев, 8 июня на плацдарм переправились и Чапаев, и Фрунзе. Группа командиров оказалась хорошо заметной, в результате последовавшей атаки неприятельских аэропланов Фрунзе был контужен взрывом сброшенной бомбы, а Чапаев ранен в голову пулей, которая, будучи выпущенной из пулемёта на аэроплане, была на излёте и застряла в кости черепа. Наскоро перевязанный, Чапаев убедил Фрунзе покинуть плацдарм, но сам продолжил руководить переправившимися частями. Плацдарм удалось удержать и пароходы продолжали доставлять на плацдарм новые части, что позволило расширить его до размеров 10-12 километров в глубину и 8 километров вдоль берега Белой.

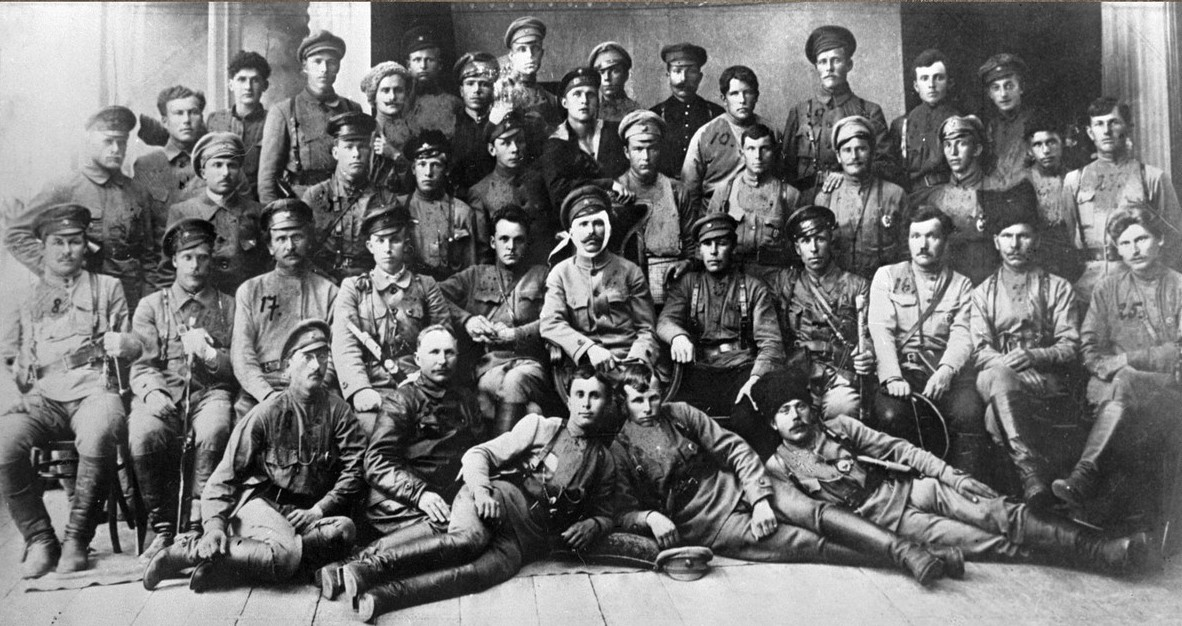
Д. Фурманов и В. Чапаев с бойцами и командирами дивизии после боёв за Уфу. Июнь 1919

На следующее утро 9 июня части 25-й дивизии на плацдарме были атакованы частями белых 4-й и 8-й дивизий и сибирскими казаками. Впоследствии многие бойцы и командиры в своих воспоминаниях рассказывали, что ставшую знаменитой благодаря кинофильму «Чапаев» психическую атаку предприняла дивизия Каппеля. Неизвестно, кто и когда стал первым автором этой версии, но атака каппелевцев присутствовала и в романе Фурманова, и в воспоминаниях десятков других бойцов и командиров 25-й дивизии. В действительности, части под командованием Каппеля занимали позиции севернее и в боях за Уфу с 25-й дивизией не сталкивались. Офицерских полков в чёрных мундирах на Восточном фронте (в отличие от Марковского, Дроздовского и других знаменитых полков, успешно противостоявших Красной армии на деникинском фронте) не было, что не отменяет самого факта психической атаки утром 9 июня 1919 года. За «чёрную» офицерскую часть могла быть принята рота добровольцев в инструкторской школе, набранная из учащихся реальных училищ и принявшая участие в боях за плацдарм. Полторы сотни погибших реалистов, не успевших сменить чёрные учебные мундиры, могли стать основой для легенды о чёрных офицерских полках.
Комиссар 220-го Иваново-Вознесенского полка Капустянский описал бой по горячим следам: «9 июня в 10-11 часов неприятель двинулся восемью цепями на наш полк. Несмотря на то, что не спали две ночи и не имели два дня ни крошки хлеба во рту, наши солдаты дрались как львы. После боя подтвердилось, что были уничтожены три неприятельских полка: 15-й Михайловский, 14-й и 16-й Уфимские…, а также присланные на поддержку 29-й и 31-й полки, бежавшие в панике…» Указанные части 4-й и 8-й дивизий не были в действительности уничтожены, но в результате боя вынуждены были отойти. К вечеру того же дня 9 июня части 25-й дивизии, развивая успех, вошли в Уфу. 25-я дивизия потеряла в ходе боёв за Уфу 2 тысячи человек убитыми. 10 июня в Уфу прибыл Фрунзе, отчитавший Чапаева за то, что тот, несмотря на ранение в голову, и после взятия города оставался в строю. Но Чапаев в свою очередь упрекнул Фрунзе, что тот также прибыл в город, несмотря на контузию. Чапаев напомнил Фрунзе об обещании наградить два первых полка, вошедших в Уфу, почётными Революционными Красными знамёнами. Фрунзе решил не выделять отдельные части дивизии, красными знамёнами были награждены все девять стрелковых полков и кавалерийский дивизион 25-й дивизии. Начдив Чапаев и комбриг Кутяков были представлены Фрунзе к награждению орденами Красного Знамени. Реввоенсовет Республики при награждении Чапаева изменил формулировку — вместо награждения за взятие Уфы Чапаев был награждён за совокупность заслуг в течение 1918−1919 годов, включая участие в организации Николаевских дивизий, бои с уральскими казаками и чехословаками, бои за Бугуруслан и Белебей.
Приказ Реввоенсовета Республики о награждении В. И. Чапаева орденом Красного Знамени был подписан 14 июля 1919 года.

### Вновь на Уральском фронте
В результате общего успеха красного Восточного фронта обстановка на этом направлении позволила командованию Красной армии затребовать перевода значительных сил на юг России и на защиту Петрограда. 25-й дивизии предстояла переброска на хорошо знакомый ей Уральский фронт, где казаки, воспользовавшиеся отвлечением внимания 4-й армии на события на северо-востоке, не только осадили Уральск, но и начали наступление на Николаевск-Пугачёв. Фрунзе и Каменев, вернувшийся на пост командующего Восточным фронтом, решили поручить Чапаеву командование Особой группой, призванной переломить ситуацию на фронте с уральскими казаками. Помимо 25-й дивизии в группу должна была войти вновь создаваемая Особая бригада из двух стрелковых и одного кавалерийского полков, а также двух артиллерийских дивизионов. Всего в распоряжении Чапаева теперь находились 11 стрелковых и два кавалерийских полка, 6 артдивизионов — в Первую мировую такое соединение могло быть названо корпусом, а значит сам Чапаев находился на посту, который в царское время полагался как минимум генерал-лейтенанту.
Чапаев отлично понимал значимость своего нового назначения. В дневниках Фурманова появилась запись разговора с начдивом, позднее ставшая также основой для эпизода художественного фильма:

− Наполеон командовал 18−20 тысячами, а у меня уже и по 30 тысяч бывало под рукой, так что, пожалуй, я и повыше его стою… Да если бы мне теперь дали армию − что я, не совладею, что ли? Лучше любого командарма совладею!
− Ну, а фронт дать? − шучу я.
− И с фронтом совладею… Да все вооружённые силы Республики, и тут так накачаю, что только повёртывайся…
− Ну, а во всём мире?

− Нет, тут пока не сумею, потому что надо знать все языки, а я, кроме своего, не знаю ни одного. Потом поучусь сначала на своей России, а потом сумел бы и всё принять. Что я захочу − то никогда не отобьётся.— Из дневниковых записей Д. Фурманова
К этому же времени переброски на Уральский фронт относится и развитие острейшего конфликта между Чапаевым и Фурмановым. Ссоры между ними возникали и ранее, но в данном случае ситуацию усугубил возникший банальный любовный треугольник — Чапаев объявил супруге Фурманова Анне Стешенко о своих любовных чувствах. Супруга Дмитрия Фурманова, прибывшая в дивизию весной 1919 года, занимала различные посты в политотделе дивизии. В дневниках Фурманова начала лета 1919 года остались записи о жалобах Анны на настойчивые ухаживания со стороны Чапаева, а также о написанном Чапаевым ей письме с объяснениями в своих чувствах. В ответ Фурманов написал письмо Чапаеву, где кроме обвинений в домогательствах к его супруге, были также обвинения в трусости и карьеризме. В ответ Чапаев фактически предложил Фурманову покинуть дивизию, найти место, где он смог бы принести больше пользы. С этого момента между начдивом и комиссаром разгорелась настоящая война. Фурманов отныне подвергал сомнению и критике любые приказы Чапаева, особенно касающиеся политотдела дивизии. По поводу решения об оставлении имущества клуба дивизии жаловался в Реввоенсовет армии, но там ему указали на право начдива определять приоритеты при передислокации вверенных частей. В следующий раз Фурманов пожаловался уже в Реввоенсовет фронта. Игнорировать так не вовремя разгоревшийся конфликт стало невозможно, и командование фронта в этой обстановке склонялось сделать выбор в пользу Чапаева.
Тем временем 23 июня Фрунзе издал приказ о действиях 4-й армии и Особой группы Чапаева, в котором Чапаеву было приказано по завершении передислокации вверенных ему частей начать наступление на Уральск и соединиться с осаждённым гарнизоном города. В приказе Фрунзе подробно оговаривались рекомендации войскам по ведению боевых действий с казаками, составленные с учётом неудач предыдущих операций на Уральском фронте: по действию дежурных частей в охранении, при занятии селений и расположению на ночлег вне жилых мест, по организации караульной службы. В завершение приказ гласил: «Обнаружение каких-либо погрешностей, особенно когда результатом явится боевая неудача, повлечёт суровые кары, причём в провинившихся частях все виновные, начиная с командиров и комиссаров, будут расстреляны». У Фрунзе были все основания для такой строгости, командование РККА и лично Ленин ежедневно засыпали его телеграммами, требующими ускорить действия его войск. Едва завершив переброску своих частей, 4 июля Чапаев отдал приказ о начале наступления частей его группы на Уральск.
Уральские казаки не смогли оказать серьёзного сопротивления мощному наступлению войск Фрунзе. Чапаев успешно продвигался к Уральску, несмотря на попытки казаков внезапными кавалерийскими рейдами внести панику в ряды его частей. Но сказывался перевес в численности войск и в качестве вооружения, несмотря на локальные удачи, казаки были вынуждены отступать всё дальше на юг. 10 июля бригады Чапаева вышли к станции Перемётная и к женскому монастырю в окрестностях Уральска. 11 июля части начали наступление, стремясь соединиться с окружёнными в Уральске частями 22-й дивизии. К 12 часам дня войска Чапаева прорвались в Уральск и Фрунзе доложил Ленину о снятии осады города. Чапаев лично руководил наведением мостов через реки Чаган и Деркул для скорейшей переправы частей группы в город. В воспоминаниях Фурманова запечатлён эпизод, когда разъярённый медленным ходом работ по строительству мостов, Чапаев избил руководившего работами военного инженера и едва не застрелил его. К этому же времени относятся его записи о том, как Чапаев под угрозой расстрела требовал экзаменовать некоего коновала в дивизии в ветеринарные врачи, а также о других вспышках гнева начдива, в том числе избиении представителя штаба армии и отправке матерной телеграммы в штаб армии. Возможно, что в условиях конфликта часть эпизодов были Фурмановым просто выдуманы либо преувеличены, хотя низкий уровень культуры, рукоприкладство и мат в переписке в Красной армии тех лет были довольно массовым явлением.
Фрунзе требовал от Чапаева развития успеха, недопущения организованного отхода казаков на юг и попытки организовать их окружение южнее Уральска, в районе Круглоозёрновской и Серебряковской станиц. Но чем глубже продвигались части Чапаева в земли Уральского войска, тем ожесточённее становилось сопротивление противника. Казаки продолжали тактику внезапных глубоких рейдов в тылы красных частей. Так, в боях 14 июля, им удалось захватить тыловые обозы 25-й дивизии с продовольствием, снарядами и патронами, что было весьма кстати для уральцев, испытывавших нарастающие трудности с пополнением боеприпасов. 16 июля Чапаев издаёт приказ о наведении порядка в тыловом обеспечении, исправить ситуацию, когда обозы его группы заполнены ненужным хламом и трофеями, добытыми в казачьих станицах. Среди прочего хлама, от которого было приказано избавиться, было и имущество политотдела дивизии, что лишь подлило огонь в конфликт с комиссаром дивизии. Но командование фронта целиком поддержало Чапаева в его мерах по наведению порядка. К этому моменту в степи установилась невиданная жара, отступавшие казаки стремились засыпать колодцы землёй или трупами животных, население станиц в большинстве стремилось уйти вслед за войсками. Успех действий частей группы целиком стал зависеть от налаженного снабжения и всякие политические интересы должны были уступить вопросам военного и продовольственного обеспечения.
В условиях отсутствия сплошной линии фронта и больших разрывов между отдельными частями обеих сторон, многие донесения и Чапаева, и командиров уральских казаков говорили об успехах противоположных сторон в «полном окружении и полном уничтожении противника». Наступление группы замедлилось. Чапаев добился от Фрунзе отмены приказа о лобовом наступлении от Уральска на Лбищенск, доказав, что предпочтительнее в условиях сопротивления казаков пытаться множественными манёврами отсекать и уничтожать их части по отдельности. Начдив предложил переправить одну из бригад группы на бухарский берег Урала, а двум другим бригадам совершить обходной манёвр на Лбищенск по степям правого берега. Фрунзе поддержал план Чапаева, из Самары в Уральск были направлены комендантские части, что позволило высвободить все силы 25-й дивизии для наступления. Задуманная операция по окружению казаков у Лбищенска началась в ночь на 5 августа. Сам Чапаев возглавил наступление вдоль Урала и к полудню первого дня занял хутор Янайский, к вечеру 6 августа была занята станица Бударинская. Несмотря на ожесточённое сопротивление казаков, задуманная Чапаевым операция завершилась успехом и 9 августа части 25-й дивизии вступили в Лбищенск. Это был последний совместный успех Чапаева и Фурманова. Принятое ещё перед началом наступления принципиальное решение о замене комиссара было окончательно оформлено тогда, когда казалось, что конфликт Чапаева и Фурманова почти угас. По воспоминаниям очевидцев, прощание начдива и комиссара было тёплым и дружественным, и Чапаев, якобы, даже пытался по прямому проводу со штабом армии отменить решение о замене комиссара. Тем не менее Фурманов отбыл в Уральск, что фактически спасло ему жизнь, новым комиссаром дивизии был прислан из штаба Южной группы П. С. Батурин

### Гибель Чапаева

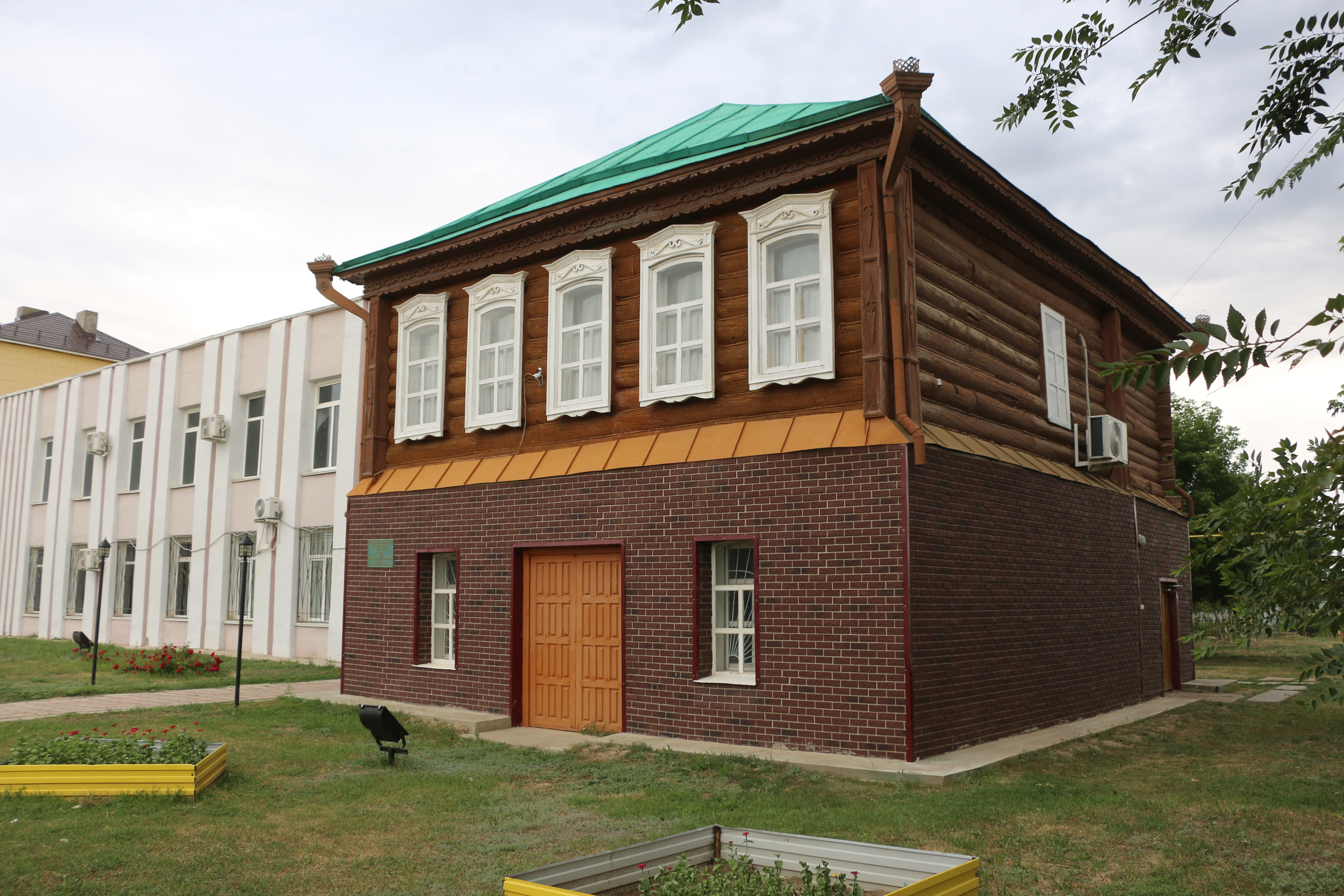
Здание, в котором располагался штаб дивизии в Лбищенске (сейчас село Чапаев).

Дивизия Чапаева, оторвавшаяся от тылов и понёсшая большие потери, в начале сентября 1919 года располагалась в районе Лбищенска, причём в самом Лбищенске располагались штаб дивизии, отдел снабжения, трибунал, ревком и другие дивизионные учреждения общей численностью почти две тысячи человек. Кроме того, в городе находилось около двух тысяч мобилизованных крестьян-обозников, не имевших никакого оружия. Охрану города осуществляла дивизионная школа в количестве 600 человек. Основные силы дивизии находились на расстоянии 40−70 км от города. Часть подразделений группы занимали оборону в районе станицы Сахарновской, часть получила приказ об активных действиях на левом берегу Урала — наступление на Джамбейтинскую ставку должно было разрушить взаимодействие частей, подчинённых казахскому национальному правительству Алаш-Орды, с уральскими казаками. Приказ Чапаева левофланговой и центральной группам предписывал изымать скот и лошадей у богатых казахов, а также привлечь казахское население к выпечке хлеба для снабжения частей его группы.
Части казачьей Уральской армии после тяжёлых поражений располагались в районе Калмыковской и Калёного. Ситуация здесь осложнялась огромным количеством беженцев, покинувших станицы от Уральска до Лбищенска. Тысячи голов скота, повозки и телеги с домашним скарбом, женщины и дети буквально наводнили тылы армии, привели и без того сложную ситуацию со снабжением боевых частей продуктами и фуражом к полностью катастрофической. Попытки направить поток беженцев далее на юг к Гурьеву были безуспешны, семьи казаков страшились похода по пустынным малознакомым землям. В этой скученности, в условиях маловодья и жаркого лета начались повальные эпидемии. После обсуждения сложившейся обстановки командование Уральской армии решило отказаться от попыток лобовых атак на наступающие красные части, а предпринять вместо этого рейд на находившийся в тылу в Лбищенске штаб всей красной группы.  Для решения боевой задачи был сформирован сводный отряд из наиболее подготовленных, боеспособных казаков, лбищенских станичников, и тех, кто ранее, весной, освобождал городок. В него вошли из частей 2-й Уральской казачьей дивизии: Лбищенский конный полк полковника Н. А. Лифанова, 1-й Партизанский полк полковника Н. М. Абрамова, 2-й Партизанский полк полковника В. Г. Горшкова. Из прибывшей со Сломихинского фронта на усиление 6-й Уральской казачьей дивизии под командованием полковника Н. Н. Бородина были выделены: 1-й Новоузенский партизанский полк подпоручика Ф. Ф. Позднякова, 3-й Чижинский партизанский полк войскового старшины С. Д. Хохлачева, Отряд степных партизан прапорщика И. И. Коржева, 2 батареи (2 орудия, 2 бомбомёта) есаула А. М. Юдина, Пулемётная команда подхорунжего С. П. Шайшникова (9 пулемётов) и небольшой обоз с боеприпасами и провиантом. Общая численность отряда составляла 1192 человека. Командиром сводного отряда назначен полковник Т. И. Сладков его заместителем (начальником штаба) полковник Н. Н. Бородин.
Отряд полковника Сладкова сумел незамеченным подойти к Лбищенску вдоль русла реки Кушум, укрывшись накануне атаки в камышах урочища Кузда-Гора. В штаб Чапаева накануне нападения поступали сведения о встреченных казачьих разъездах, но им не придали особого значения, так как это было делом обычным. Не сумели выявить такой большой отряд и лётчики приданного 25-й дивизии авиаотряда, что позволило впоследствии ряду авторов обвинить их в возможной измене. В 3 часа ночи 5 сентября воинская группа Бородина начала движение на Лбищенск с запада и севера, а группа Сладкова — с юга. Среди казаков было множество уроженцев Лбищенска, прекрасно знавших сам город и местность вокруг него. Атака оказалась успешной, большая часть красноармейцев сдалась без боя, отдельные очаги сопротивления были быстро подавлены. Казакам активно помогало местное население — например, пытавшегося спрятаться в печи комиссара дивизии Батурина выдала хозяйка дома. Взятых в плен красноармейцев поутру водили по улицам, и если местные жители указывали на кого-то как на участника грабежей или члена отряда особого назначения, то следовала немедленная расправа. Всего в Лбищенске было убито около полутора тысяч человек, около 800 красноармейцев было взято в плен.
По воспоминаниям участников рейда, для поимки Чапаева был выделен специальный взвод под командованием подхорунжего Никиты Белоножкина, который, ведомый пленным красноармейцем, напал на дом, где квартировал Чапаев, но упустил его: казаки набросились на показавшегося из дома красноармейца, приняв его за самого Чапаева, в то время как Чапаев выскочил в окно и сумел бежать. Во время бегства он был ранен в руку выстрелом Белоножкина. Остановив красноармейцев, в панике бежавших к реке, Чапаев собрал вокруг себя отряд примерно в сто человек с пулемётом и смог организовать сопротивление.
По поводу обстоятельств его гибели существует множество противоречивых версий. За мёртвого Чапаева казакам была обещана награда, но никто из них не мог после боя подтвердить его гибель или предъявить его тело. По некоторым данным, в ходе боя Чапаев был ранен в живот. Два красноармейца-венгра положили его на плот, сделанный из половинки ворот, и переправили через Урал. Но на том берегу оказалось, что Чапаев умер от потери крови. Венгры закопали его тело руками в прибрежном песке и закидали камышами, чтобы могилу не нашли казаки. По воспоминаниям дочери Чапаева, в 1960-х годах в Венгрии нашлись участники того боя, более того, они точно указали место нахождения могилы начдива, но местный обком КПСС не позволил ей провести раскопки, ссылаясь на то, что река за несколько десятилетий поменяла русло.
Однако хрестоматийной, благодаря книге Фурманова и особенно фильму «Чапаев», стала версия гибели раненого Чапаева в волнах Урала. Эта версия возникла сразу после гибели Чапаева, исходя из того, что на европейском берегу Чапаева видели, но на азиатский («бухарский») берег он не приплыл, и трупа его не нашли — как это явствует из разговора по прямому проводу между членом Реввоенсовета 4-й армии И. Ф. Сундуковым и временным военкомом дивизии М. И. Сысойкиным:

Сундуков: «Товарищ Чапаев, видимо, был сначала легко ранен в руку и при общем отступлении на бухарскую сторону пытался тоже переплыть Урал, но ещё не успел войти в воду, как случайной пулей был убит в затылок и упал у самой воды, где и остался».

Сысойкин: «Относительно Чапаева это правильно, такие показания давал казак жителям форпоста Кожехаровский, последние передали мне. Но на берегу Урала трупов валялось много, товарища Чапаева не было. Он был убит на середине Урала и утонул на дно».
Однако на этом возможные обстоятельства гибели и захоронения Чапаева далеко не исчерпываются. С 1920-х годов по настоящее время в прессе появлялись альтернативные версии гибели начдива. Так, сын одного из красноармейцев 25-й дивизии Аверьяна Короткова в 1960-х годах рассказывал, что по словам отца и его сослуживцев Чапаева после смерти привезли в Уральск и похоронили на городском кладбище у Никольской церкви. В 1926 году газеты «Правда», «Известия» и «Красная звезда» сообщали об аресте бывшего казачьего офицера Трофимова-Мирского, якобы расстрелявшего Чапаева после взятия его в плен в ходе налёта на Лбищенск. Дочь Чапаева Клавдия и его правнучка Евгения писали о «предательстве» начдива и организации его гибели Львом Троцким, а также об участии в заговоре Пелагеи Камешкерцевой. Ни одна из «неканонических» версий не получила документального подтверждения.

## Чапаев после смерти — рождение легенды
Многие историки и публицисты неоднократно отмечали факт, что роль Чапаева в истории Гражданской войны не адекватна его культу, сложившемуся в Советском Союзе в 1920-е и, особенно, в 1930-е годы, когда он вошёл в официальный пантеон героев Гражданской среди прочих фигур своего времени, таких как Н. А. Щорс, С. Г. Лазо, Г. И. Котовский. Гибель Чапаева, несмотря на его известность в Поволжье и на Урале, не была чем-то выдающимся в 1919 году, не выделяясь среди гибели других начдивов РККА, также погибших в боях. В ходе бурных событий конца 1919-го и 1920-го годов никто не имел особой возможности позаботиться ни о памяти героя, ни даже о его семье. Во время разразившегося вскоре грандиозного голода в Поволжье умер отец Василия Чапаева, а дети были разбросаны по приютам.
В посмертной судьбе Чапаева всё изменилось с выходом в 1923 году одноимённого романа Дмитрия Фурманова. Несмотря на многочисленные ссоры и даже вражду в отдельные периоды их совместной службы, Фурманов, по его собственным словам, оставался под большим впечатлением от фигуры начдива. Гибель Чапаева перечеркнула все их личные счёты и Фурманов решил написать о Чапаеве книгу, используя в качестве основы свои дневниковые записи 1919 года:

Увлечён… Увлечён, как никогда… Я мечусь, мечусь. Ни одну форму не могу избрать окончательно. Дать ли Чапая действительно с грехами, со всей человеческой требухой или, как обычно, дать фигуру фантастическую, то есть хотя и яркую, но во многом кастрированную. Склоняюсь к первому.— Из дневников Д. Фурманова

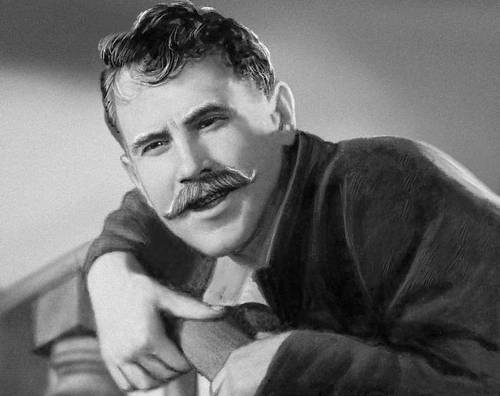
Борис Бабочкин в роли Чапаева

Книга была завершена в 1922 году и опубликована в марте 1923-го. Роман был восторженно воспринят читателями и получил превосходные отзывы литературных и партийных критиков. Написанный фактически по горячим следам событий, роман сохранил живые и нелакированные образы Чапаева и его соратников. На страницах герои книги отчаянно трусили, ругались, курили, грабили, оставаясь живыми людьми. Фурманов написал ещё несколько книг, ни одна из которых больше не повторила успеха «Чапаева». Через 3 года после выхода романа, в марте 1926 года, он заболел ангиной и умер от вызванного ею заражения крови. Имя Фурманова встало в один ряд с именем Чапаева в созданной при его участии легенде.
Выход книги сыграл свою роль и в судьбе детей Чапаева. Прибывший в это время из Турции Михаил Васильевич Фрунзе вспомнил о семье своего начдива, разыскал детей по детским домам, распорядился о материальной помощи.
Другим вкладом в строительство мифа, не меньшим, чем книга, стал знаменитый фильм Сергея и Георгия Васильевых. Снять фильм по своей книге при жизни мечтал Фурманов, после его смерти подготовку сценария продолжила его жена Анна. Васильевы кардинально переработали сценарий, а также настояли на том, что фильм должен быть звуковым. В доработке сценария принял участие Секретарь ЦК ВКП(б) И. В. Сталин — по его требованию в фильм была добавлена романтическая линия с участием Анки-пулемётчицы. Успеху фильма способствовал также подбор актёров на главные роли: Бабочкина — Чапаева, Кмита — Петьки, Мясниковой, Блинова, Певцова, Чиркова и многих других.
Успех картины был грандиозным. Фильм получил горячее одобрение лично И. В. Сталина и всей партийной и военной советской элиты. Авторы фильма опасались, что образы врагов в фильме, изображённые с редким для советского кинематографа тех лет уважением, вызовут возражения в ходе первых закрытых просмотров в Кремле. Но по легенде, знаменитая сцена психической атаки привела в полный восторг Ворошилова и Будённого. Ко времени премьеры фильма в ноябре 1934 года Сталин просмотрел фильм 16 раз, а правки по его замечаниям вносились вплоть до декабря 1934 года, когда фильм уже начал демонстрироваться в кинотеатрах. После просмотра окончательной версии Сталин обратился к авторам:

Вас можно поздравить с удачей. Здорово, умно и тактично сделано. Хорош и Чапаев, и Фурманов, и Петька. Фильм будет иметь большое воспитательное значение. Он — хороший подарок к празднику.— Из воспоминаний Б. Шумяцкого
Для широкого проката фильма в его оригинальной звуковой версии в Советском Союзе ещё не существовало нужного количества аппаратуры. Придавая большое значение пропагандистской роли фильма, правительство выделило средства для закупки требуемой аппаратуры за рубежом, а также запуска отечественного производства. Тем не менее пришлось подготовить и «немой» вариант фильма. Фильм в кинотеатрах и клубах демонстрировался многократно с постоянным успехом, до начала Великой Отечественной войны фильм просмотрели около 60 миллионов человек. К марту 1936 года Сталин просмотрел фильм 38 раз. Георгий и Сергей Васильевы были награждены орденами Ленина. Имя Чапаева получило небывалую известность и популярность, после выхода фильма его именем назвали улицы едва ли не в каждом городе и посёлке страны, боевые корабли и гражданские пароходы. Дети играли в Чапаева, забыв об индейцах и казаках-разбойниках. Тогда же, в 1930-е годы, когда появились первые анекдоты о начдиве, один из самых известных объяснял, почему люди раз за разом ходят в кино на «Чапаева» — «Ждём, когда выплывет!». Постепенно мифический Чапаев с киноэкранов заслонил собой образ реального начдива. Однако слава его имени не смогла защитить от репрессий 1930-х годов многих из его соратников, включая преемника на посту командира 25-й дивизии Ивана Кутякова.

## Судьба семьи Чапаева
Старший сын Чапаева, Александр Васильевич (1910—1985), учился в техникуме, по окончании которого работал агрономом в Оренбургской области. В 1933 году был призван в армию, служил срочную, а затем подал документы для поступления в артиллерийское училище. Великую Отечественную войну встретил в звании капитана и в должности командира курса в Подольском артиллерийском училище. В ходе войны командовал артиллерийскими подразделениями, завершил войну в должности командира артиллерийской бригады, был награждён множеством орденов и медалей. После войны продолжил военную службу, участвовал в военных учениях на Тоцком полигоне, в ходе которых проводились испытания ядерного оружия. Командовал артиллерией Приволжского военного округа, последняя должность — заместитель командующего артиллерией Московского военного округа. В отставку вышел в звании генерал-майора, продолжил работу в структурах ДОСААФ. Был дружен со знаменитым хоккейным тренером Анатолием Тарасовым.
Родная дочь Чапаева, Клавдия Васильевна (1912—1999), по окончании школы в 1930 году поступила в Строительный институт в Самаре. В качестве дочери легендарного начдива была включена в состав делегации, направленной к Анастасу Микояну просить разрешения на присвоение институту его имени. После разговора с Микояном была переведена в Московский пищевой институт, в дальнейшем — на партийной работе. Известна как собирательница материалов об отце, собрала огромный архив документов, свидетельств, воспоминаний сослуживцев Чапаева. Дело Клавдии Васильевны продолжила её внучка, правнучка начдива Евгения Чапаева, автор книги «Мой неизвестный Чапаев».
Младший сын, Аркадий Васильевич (1914—1939), по окончании школы поступил в лётную школу в Энгельсе. Будучи курсантом, был выбран в ЦИК республики немцев Поволжья, в 1935 году был выбран делегатом VII Всесоюзного съезда Советов, во время которого был приглашён на встречу со Сталиным. Незадолго до съезда на экраны страны вышел фильм «Чапаев», Сталин поинтересовался у курсанта о судьбе членов семьи начдива. По окончании училища служил командиром тяжёлого бомбардировщика, затем — командиром звена. В 1938 году поступил в Академию Жуковского, где познакомился и подружился со многими знаменитыми лётчиками тех лет, в том числе с Чкаловым, Беляковым, служившим в дивизии его отца. В июле 1939 года Аркадий Чапаев погиб в катастрофе истребителя И-16.

## Память

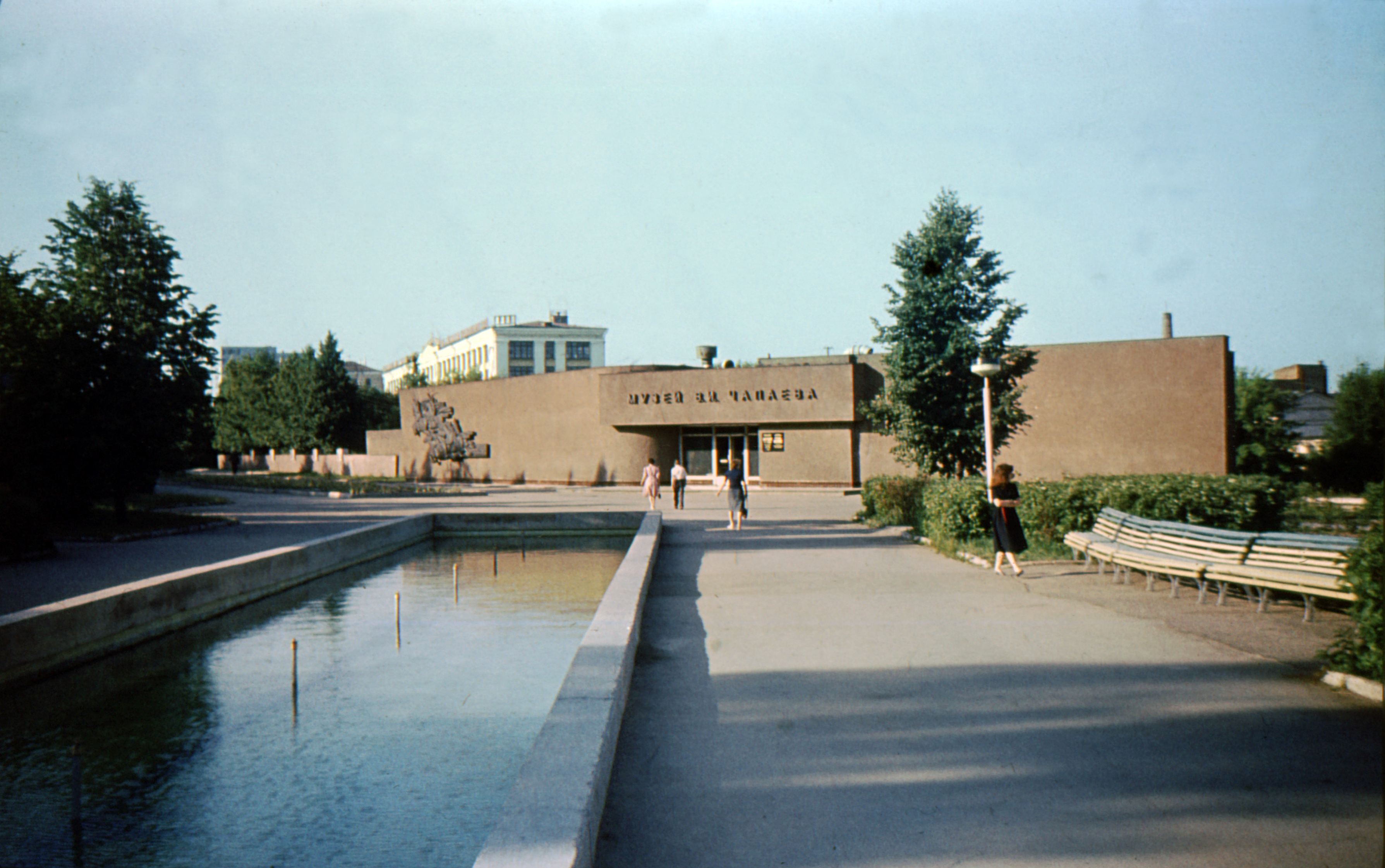
Музей Чапаева в Чебоксарах

Мемориальные музеи Чапаева были открыты в Чебоксарах вблизи места его рождения; в городе Пугачёве (бывшем Николаевске), с филиалом в городе Балаково, где прошли его детские и юношеские годы. Открыты музеи и в зданиях, где в годы Гражданской войны размещался штаб 25-й стрелковой дивизии: в селе Красный Яр Уфимского района Республики Башкортостан, в городе Белебей Республики Башкортостан, в городе Уральске и в станице Лбищенской (ныне селе Чапаев) на месте последнего боя начдива. В советские годы музеи, посвящённые Чапаеву и боевому пути 25-й дивизии, существовали во многих школах.
Именем Чапаева названы десятки населённых пунктов в Самарской, Саратовской, Оренбургской областях и других регионах России, в честь героя был переименован Лбищенск в современном Казахстане, улицы Чапаева существуют в сотнях населённых пунктов на территории бывшего СССР, в его честь была названа река Чапаевка. В 1937 году киевский кинотеатр «Лира» на улице Большая Житомирская, 40 был переименован в кинотеатр имени Чапаева.
В честь В. И. Чапаева названы следующие топонимы: гора Чапаева (Сахалин, залив Анива), утёс Чапаева (Карское море, Северная Земля, остров Пионер).

Памятник В. И. Чапаеву в Самаре

Памятники Чапаеву установлены в городах Самаре (1932), в Санкт-Петербурге (1933), в Пугачёве (1957), в Чебоксарах (1960) (ранее с 1930-х годов располагался на территории ВДНХ в Москве), в селе Чапаев — стела на месте предполагаемой гибели и памятник на центральной площади (1979), в Уральске (1982), а также в десятках других городов и посёлков бывшего Советского Союза. В 1973 году для музея в Уральске Ефимом Дешалытом была написана диорама «Последний бой Чапаева», в 1976 году для музея в Чапаеве — диорама «Бой чапаевцев в станице Лбищенской» художников Вениамина Сибирского и Евгения Данилевского.

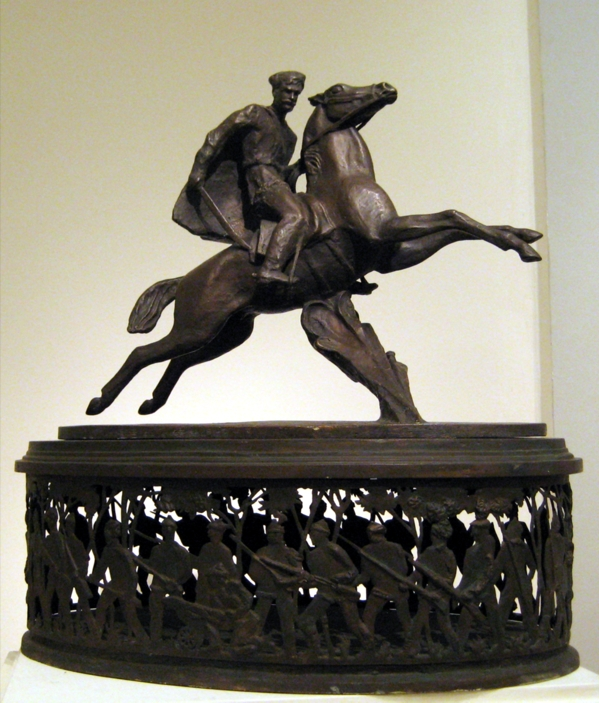
И. С. Ефимов. Эскиз неосуществлённого памятника В. И. Чапаеву в Алма-Ате. Третьяковская галерея, 1938

Имя Чапаева на флоте получили лёгкий крейсер (головной корабль проекта 68-К), большой противолодочный корабль (БПК проекта 1134А типа «Кронштадт»), речной круизный двухпалубный теплоход. Канонерская лодка «Чапаев», переоборудованная из речного теплохода, была награждена орденом Красного знамени за участие в обороне Сталинграда в ходе Великой Отечественной войны. Имя Чапаева носили интернациональный батальон в Испании и десятки партизанских отрядов в годы Великой Отечественной войны.
Чапаев стал одним из немногих подлинных участников Гражданской войны, с именем которого оказалось связано целое направление народного фольклора. Песни неизвестных авторов о борце за народную волю впервые отмечались почти сразу после его гибели, Чапаев стал героем народных сказов и былин, переняв черты волшебных сказочных персонажей. Но намного большую роль в сохранении имени Чапаева в народной памяти сыграли анекдоты, благодаря которым пропагандируемый образ героя Гражданской войны, был хоть и деидеологизирован, но сохранился в народной памяти в качестве простоватого, но храброго и неординарного народного героя. Анекдоты противостояли пафосу официальной пропаганды, сохраняя за Чапаевым его человеческий облик, дополнявший его реальные черты вымышленными деталями, различными на разных этапах истории страны: «„Низкий“ жанр анекдота скорее подтверждает, чем отрицает народную любовь к его главному герою, это своего рода новая реализация мифологии».
Во многом благодаря тому, что образ одного из многих красных командиров Гражданской войны сохранялся в народном творчестве, пусть и в виде такого лёгкого жанра, как анекдоты, интерес к его фигуре сохранился и в постсоветской действительности. В период резких изменений в общественно-экономической жизни страны, образ Чапаева неожиданно вновь приобрёл черты борца за идеалы справедливости. Так, персонаж фильма «Чапаев» стал символом героя, на помощь которого уповает среди жизненных неурядиц герой пьесы «Мы идём смотреть Чапаева» писателя и сценариста Олега Данилова. Героем, который придёт на помощь в самую трудную минуту, стал Чапаев и для главного персонажа романа «Санькя» Захара Прилепина. В романе Виктора Пелевина «Чапаев и Пустота» начдив неожиданно становится буддистом, бодхисаттвой и постмодернистом. Попыткой осовременить традиционный образ Чапаева в новых медийных условиях стал роман Эдуарда Володарского «Страсти по Чапаю» и сценарий телесериала, написанный на его основе.
Поддерживают интерес к своему героическому предку и потомки начдива — внучка Татьяна и правнучка Евгения Чапаевы активно участвуют в телевизионных документальных передачах, пишут статьи и книги, дополняя рассказы о военных талантах Василия Ивановича деталями его семейного быта. Профессиональные историки подвергают сомнению и опровергают многие фрагменты книги Евгении Чапаевой, касающиеся боевого пути Чапаева, изображённого жертвой интриг и предательства, в первую очередь со стороны Троцкого. Экзотической и неправдоподобной явилась и изложенная Евгенией Чапаевой версия о причастности к гибели начдива Пелагеи Камешкерцевой. В одной из телевизионных документальных передач Татьяна Чапаева (дочь Александра Чапаева) рассказала о самозванцах, выдававших себя за «выжившего» Чапаева, после того, как имя его стало широко известно благодаря выходу книги и фильма.

### Чапаевская историография
Попытки документальных исследований биографии и боевого пути Чапаева были предприняты сразу после его гибели. По инициативе Реввоенсовета Туркестанского фронта печатные органы фронта выпустили статьи Дмитрия Фурманова «Воспоминания о Чапаеве» и «Последние часы Чапаева». Другим соратником начдива, до конца жизни неоднократно возвращавшимся к биографии Чапаева, был его преемник на посту начальника 25 дивизии Иван Кутяков. Помимо консультирования братьев Васильевых в ходе их работы над кинофильмом, в своих книгах «С Чапаевым по уральским степям», «Боевой путь Чапаева» он попытался как отразить события боёв Гражданской войны, так и рассказать о довоенной биографии своего товарища. Но здесь он, с точки зрения историков, отнёсся совершенно некритически к личным воспоминаниям о дружеских беседах с Чапаевым в перерывах между боями, вставив множество чапаевских мифов и выдумок, как подлинные факты его биографии. В дальнейшем, именно воспоминания Фурманова и Кутякова легли в основу большинства юбилейных статей, биографических очерков и мемуаров других участников событий, во множестве издававшихся в советский период.
Подробности многих событий, связанных с действиями Чапаева на постах уездного комиссара по внутренним и военным делам в Николаевске, были описаны в статьях историка И. Т. Стрельцова, вышедших в сборниках материалов «Красная быль» Самарского отделения Истпарта в 1923 году, в хронике «1918 год в Самарской губернии» партийного историка Ф. Г. Попова и статьях Е. Н. Артёмова, работавших в местных Куйбышевском и Чувашском архивах. О недолгом периоде обучения Чапаева в Академии Генштаба оставили воспоминания его сокурсники Мищенко, Фёдоров, Тюленев. Отдельные интересные эпизоды боевой биографии Чапаева могут быть почёрпнуты из воспоминаний людей, бывших в непосредственной близости от начдива — его ординарцев, работников штаба, личного водителя, в разные годы были опубликованы воспоминания С. Ф. Данильченко «Каким я знал Чапаева», П. С. Евлампиева «Вместе с Чапаевым», В. В. Козлова «Наш Чапай».
Одной из первых комплексных монографий, посвящённых биографии Чапаева, стала книга «Василий Иванович Чапаев», написанная историком Я. А. Володихиным в соавторстве с детьми начдива — его старшим сыном Александром и дочерью Клавдией. Вышедшая впервые в 1979 году, книга опиралась на большой массив ранее изданных воспоминаний и исторических исследований, авторы задействовали материалы центральных государственных архивов СССР. В условиях сложившихся советских канонов при описании событий Гражданской войны, авторский коллектив попытался оспорить представление о начдиве, как малообразованном стихийном борце, природном анархисте, партизане, носителе крестьянских мелкобуржуазных воззрений. Чапаев должен был предстать народным героем, выдающимся военачальником, убеждённым коммунистом. Книга получила одобрение в центральной печати, в 1987 году вышло её дополненное издание.
После распада СССР широкому кругу читателей стала доступна мемуарная литература участников противостоявшей Чапаеву в ходе Гражданской войны стороны, в первую очередь — офицеров и рядовых казаков Уральской армии, покинувших родину после военного поражения. В воспоминаниях последнего атамана Уральского войска В. С. Толстова, уральского казака Л. Л. Масянова и других образы начдива и воинов возглавляемых им частей Красной армии получили совершенно неизвестные ранее тона, представ кровавыми палачами, жестокими и безнравственными, стремившимися под корень извести образ жизни и само население древнего казачьего Яика. На мемуары казаков—участников боёв с Чапаевым опирался в своих исследованиях современный историк Сергей Балмасов. Кроме того, ещё до героизации образа Чапаева, совсем иной, не хрестоматийный взгляд на его персону был у видного большевика Артёма.
Среди последних по времени исторических исследований личности начдива посвящены две крупные работы: книга В. О. Дайнеса «Чапаев» (2010) и вышедшая в 2017 году в серии ЖЗЛ биография «Чапаев» П. А. Аптекаря. С точки зрения последнего — именно война, сначала Мировая, затем Гражданская, стала родной стихией для Чапаева, сделав одновременно невозможным для него возврат к мирной жизни, в которой он был рядовым неудачником. Даже краткая передышка на учёбу в академии стала для него невыносимой. Павел Аптекарь сумел полноценно передать всю сложность обстановки, в которой постепенно, но неумолимо развивались события 1918—1919 годов на Волге, и сколь велика была палитра уникальных личностей, задействованных в них. Большинство из имён участников тех событий оказалось забыто, но не имя Чапаева, которому повезло с его литературным и кинематографическими биографами. Но даже с учётом несомненного таланта Фурманова и братьев Васильевых, историк попытался в своей книге доказать, что «живой исторический Чапаев глубже и многогранней сложившихся мифов и легенд».

### Чапаев в кинематографе
- «Чапаев» (фильм, 1934). В роли Чапаева — Борис Бабочкин.
- «Чапаев с нами» (агитфильм, 1941). В роли Чапаева — Борис Бабочкин.
- «Песня о Чапаеве» (мультфильм, 1944).
- «Сказ о Чапаеве» (мультфильм, 1958). Роль Чапаева озвучил — Борис Бабочкин.
- «Орлята Чапая» (фильм, 1968).
- «Кооператив «Политбюро», или Будет долгим прощание» (фильм, 1992). В роли Чапаева — Василий Бочкарёв.
- «Парк советского периода» (фильм, 2006). В роли Чапаева — Сергей Никоненко.
- «Страсти по Чапаю» (сериал, 2012). В главной роли — Сергей Стрельников.
- «Чапаев-Чапаев» (фильм, 2013), режиссёр Виктор Тихомиров, в роли Чапаева Иван Охлобыстин.
- «Убить Дрозда» (сериал, 2013). В роли Чапаева — Вадим Колганов.
- «Временщик» (сериал, 2014), 3 фильм «Спасти Чапая» (5 и 6 серии). В роли Чапаева — Денис Дружинин.
- «Мизинец Будды» / «Чапаев и Пустота» (Buddha’s Little Finger, 2015). В роли Чапаева — Андре Хеннике.

### Песни о Чапаеве
- «Песня о Чапаеве» (музыка: А. Г. Новиков, слова: С. В. Болотин, исполняет: П. Т. Киричек)
- «Гулял по Уралу Чапаев-герой» (слова: М. А. Попова, исполняет: Краснознамённый ансамбль песни и пляски Советской армии)
- «Гибель Чапаева» (музыка: Ю. С. Милютин, слова: З. Александрова, исполняет: А. П. Королёв)
- «Чапай остался жив» (музыка: Е. Э. Жарковский, слова: М. Владимов, исполняет: БДХ)
- «Сказ-новина Марфы Крюковой „Чапаев“»

### В художественной литературе
- Фурманов Д. А. Чапаев. — Госиздат, 1923.

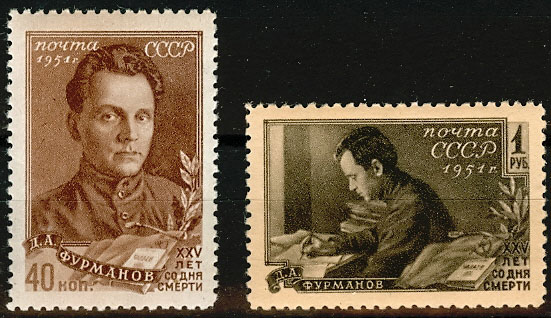
Писатель Д. А. Фурманов с книгой «Чапаев», на советских почтовых марках 1951 года

- Баныкин В. Рассказы о Чапаеве. — Куйбышев: Куйбышевское книжное изд-во, 1954. — 109 с.
- Могилевская С. Чапаёнок: повесть. — М.: Детгиз, 1962. — 93 с.
- Кононов А. Т. Рассказы о Чапаеве. — М.: Детская лит-ра, 1965. — 62 с.
- Колесников М. С. Все ураганы в лицо: роман. — М.: Воениздат, 1969. — 487 с.
- Беляков А. В. Вместе с Чапаевым // В полёт сквозь годы. — М.: Воениздат, 1988. — 335 с.
- Володарский Э. Страсти по Чапаю. — М.: Амфора, 2007. — 494 с.
- Пелевин В. Чапаев и Пустота. — М.: Амфора.

### Чапаев в филателии
Изображения начдива Чапаева, а также кадры из кинофильма «Чапаев» и изображения многочисленных памятников герою, широко использовались на почтовых марках, открытках и конвертах советского периода. Первая марка с изображением Чапаева работы художника В. В. Завьялова вышла в 1938 году в серии «20-летие Красной Армии и Военно-Морского Флота СССР». В 1940 году была издана почтовая марка с изображением памятника Чапаеву, располагавшегося на территории около павильона «Поволжье» на ВСНХ (Москва). В 1944 и в 1948 годах портрет Чапаева появился в ряду других военачальников в серии «Герои гражданской войны». Марка 1949 года была посвящена 30-летию со дня гибели Чапаева. Изображения начдива на марках этих трёх выпусков принадлежат художнику В. С. Климашину. Всего, по данным журнала «Филателия СССР», к 1972 году в Советском Союзе было выпущено 15 марок и цельных вещей с изображениями Чапаева, выпускались они и позднее.

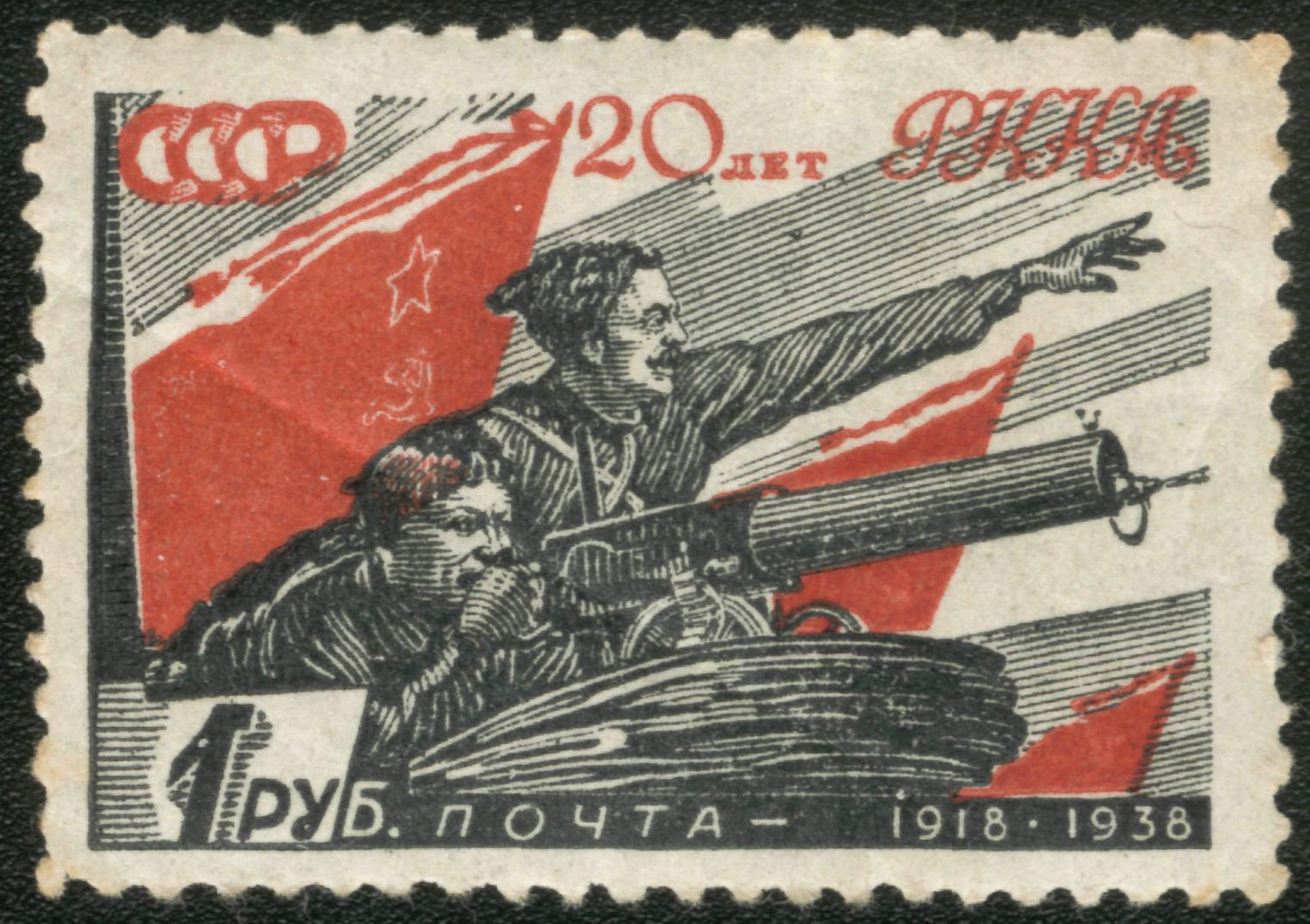
1938: кадр из кинофильма «Чапаев»; серия «20-лет РККА», художник В. Завьялов  (ЦФА [АО «Марка»] № 594)
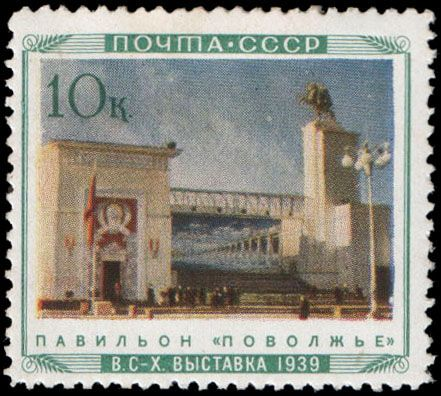
1940: павильон «Поволжье» ВСНХ с памятником В. И. Чапаеву; серия «Всесоюзная сельскохозяйственная выставка в Москве», цветное фото В. Микоши  (ЦФА [АО «Марка»] № 751)
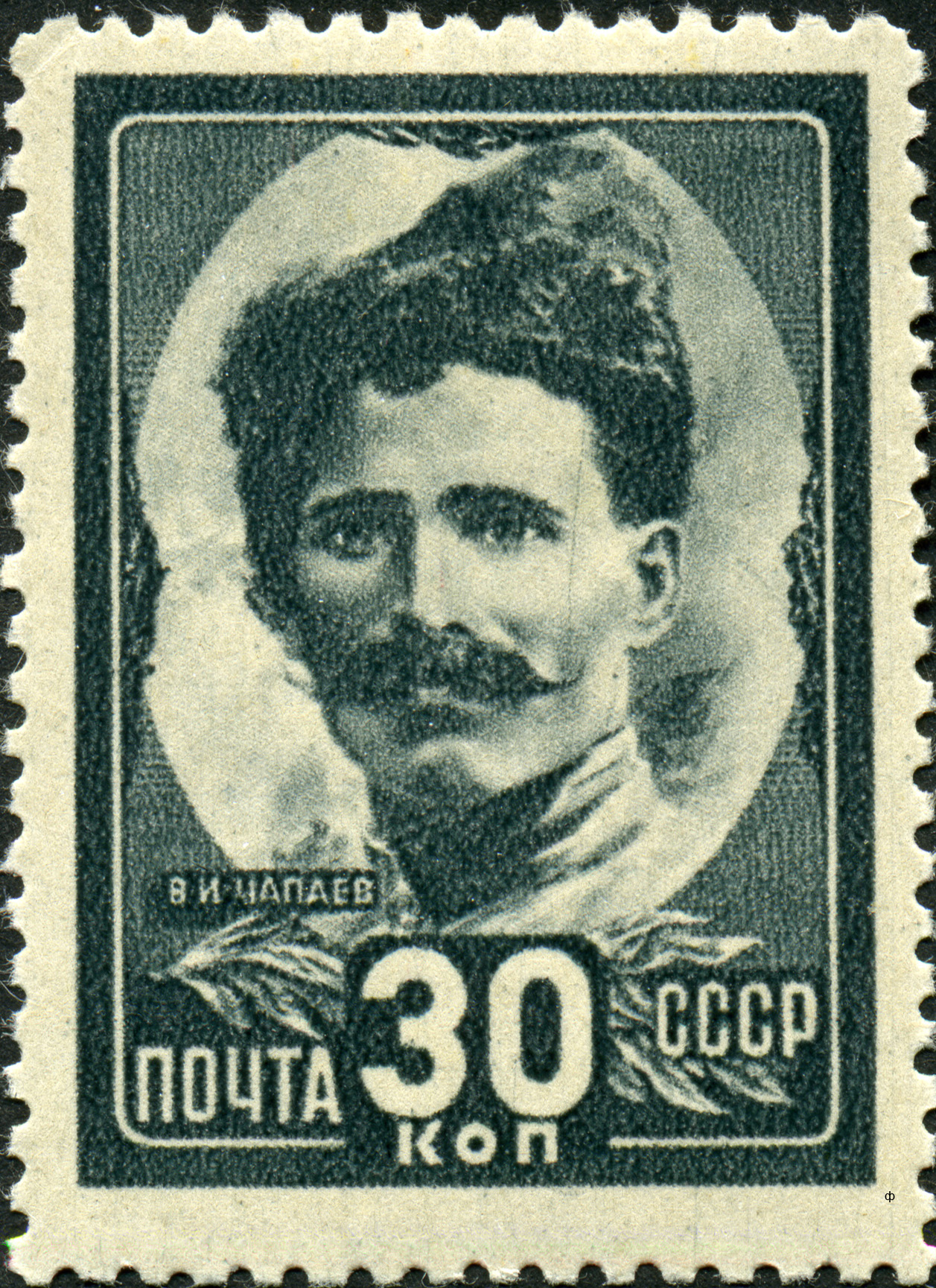
1944: В. И. Чапаев, серия «Герои Гражданской войны», художник В. Климашин  (ЦФА [АО «Марка»] № 929)
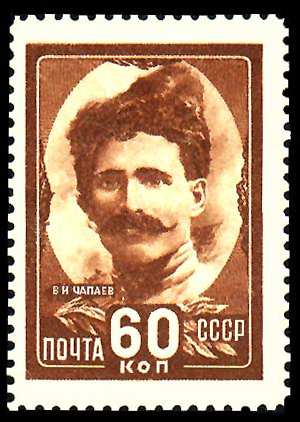
1948: В. И. Чапаев, серия «Герои Гражданской войны», художник В. Климашин  (ЦФА [АО «Марка»] № 1237)
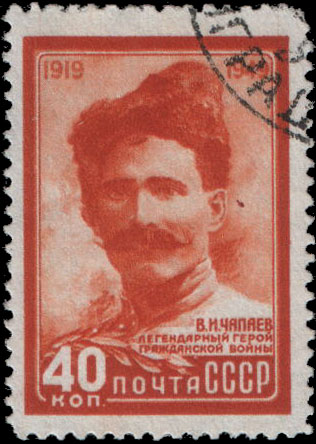
1949: В. И. Чапаев, к 30-летию гибели, художник В. Климашин  (ЦФА [АО «Марка»] № 1434)
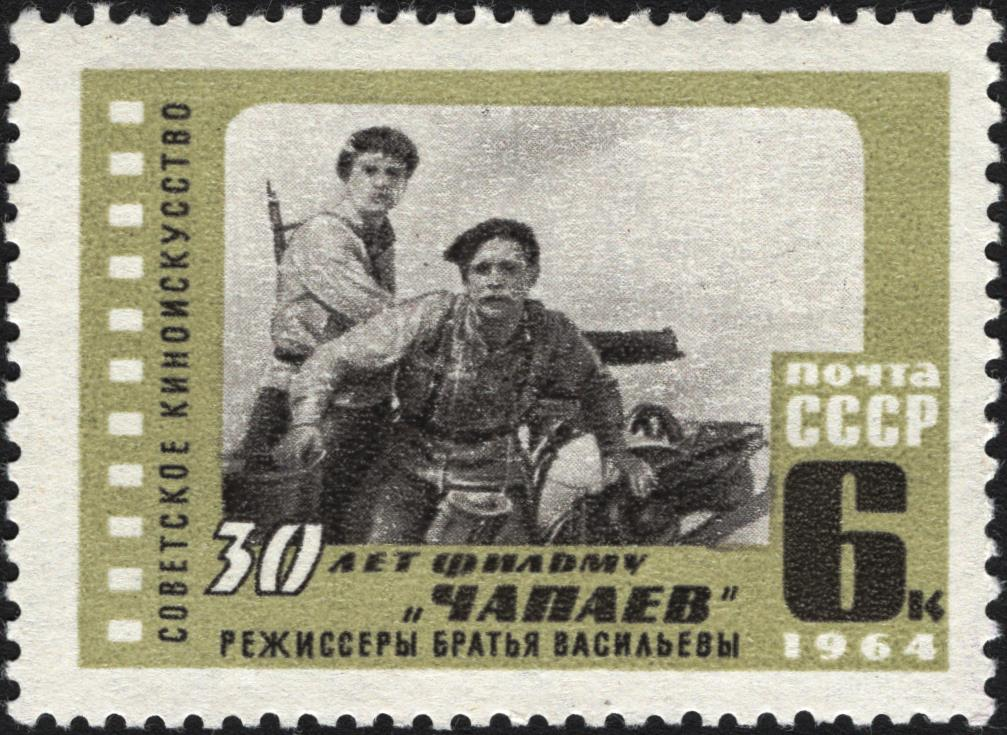
1964: 30-летие кинофильма «Чапаев», художник Е. Бекетов  (ЦФА [АО «Марка»] № 3130)
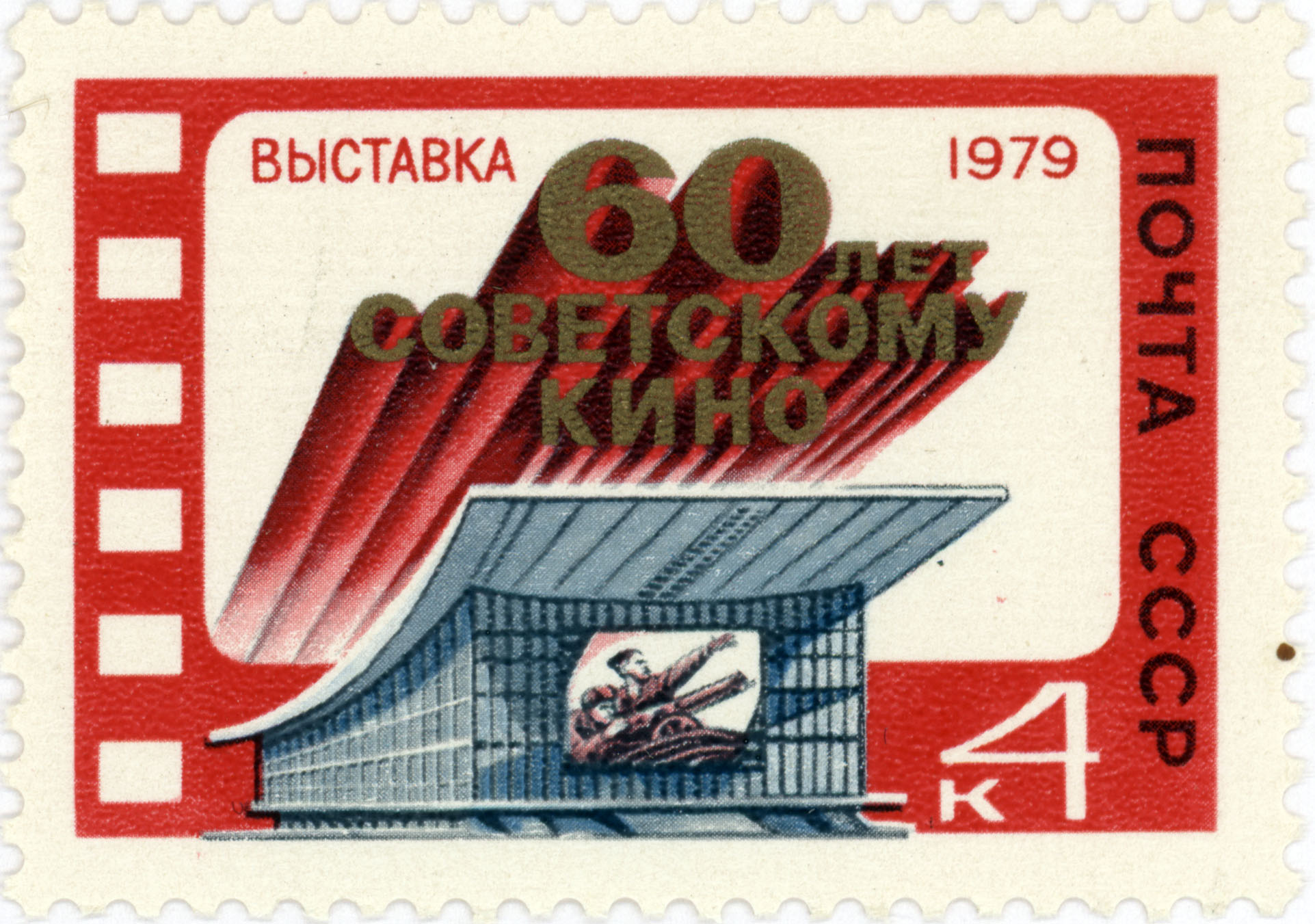
1979: плакат к кинофильму «Чапаев» на выставке, посвящённой 60-летию советского кино в Москве, художник И. Малюков  (ЦФА [АО «Марка»] № 4983)
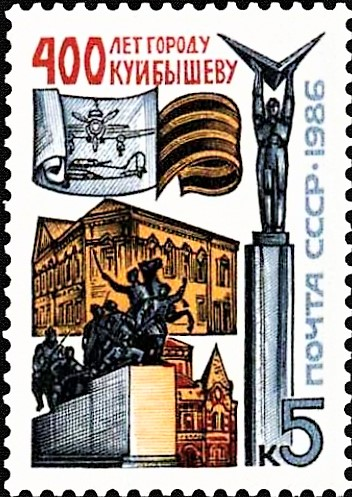
1986: памятник Чапаеву в Куйбышеве, художник А. Калашников  (ЦФА [АО «Марка»] № 5731)
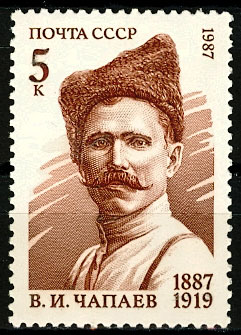
1987: 100 лет со дня рождения В. И. Чапаева, художник В. Никитин, гравёр А. Сейфулина  (ЦФА [АО «Марка»] № 5741)

### Игры
- Петька — серия игр, включающая девять частей. Неназванные потомки Василия Ивановича Чапаева были недовольны выходом серии и считали, что она «порочит память В. И. Чапаева и его бойцов», а также препятствовали появлению связанных с серией игр материалов в музее Чапаева[97]
Петька и Василий Иванович спасают галактику
Петька и Василий Иванович 2: Судный день
Петька и Василий Иванович 3: Возвращение Аляски
- (камео) Падал прошлогодний снег 2[98]

### Документальные фильмы и телепередачи
- «Подлинная жизнь Василия Чапаева» (документальный телефильм Ольги Каменковой, Россия, 2008).
- «Чапаева ликвидировать!» (документальный фильм Юлии Сатаровой из цикла «Легенды армии», Россия, 2008).
- «Чапаев. Человек и легенда» (документальный фильм Владимира Елисеева из цикла «Искатели», Россия, 2012).
- «Сделано в СССР. История о „команданте Ча“» («Мир», 2017)[99].
- «Секретные материалы. Чапаев на красном „Форде“» («Мир», 2017)[100].
- «Чапаев. „Без анекдота“» («ТВ Центр», 2021)[101].